# Faune de l'Australie
Vous lisez un « article de qualité » labellisé en 2007.

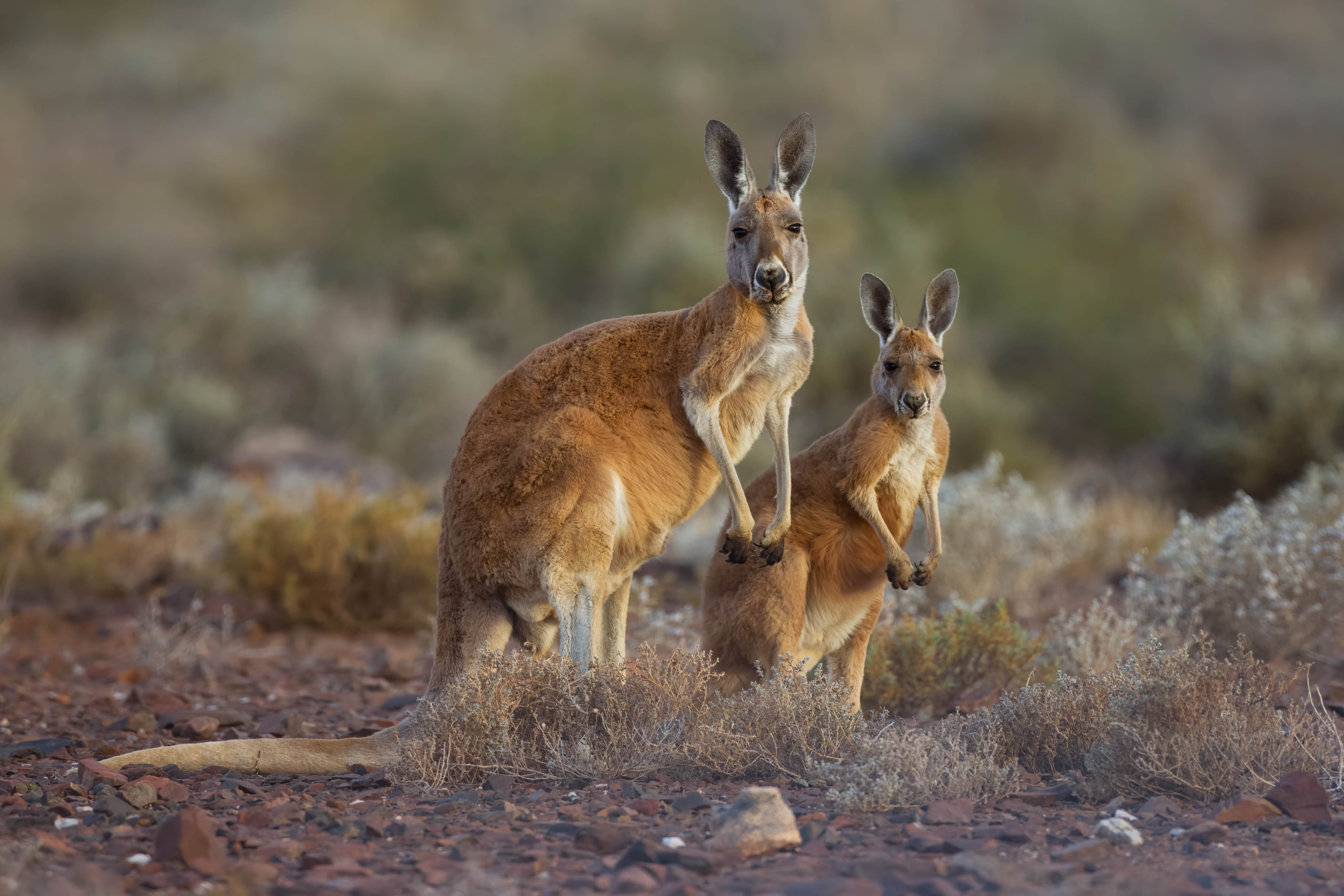
Le kangourou roux est le plus grand des kangourous. Animal emblématique de l'Australie, il apparaît sur les armoiries du pays.

La faune de l'Australie est constituée d'une très grande diversité d'animaux. Quelque 83 % des mammifères, 89 % des reptiles, 90 % des poissons et des insectes et 93 % des amphibiens qui habitent cette masse continentale sont endémiques. Ce haut niveau d'endémisme peut être attribué au grand isolement géographique du continent, à sa stabilité tectonique, aux effets d'un modèle de changements climatiques assez inhabituel sur le sol et la flore au fil du temps géologique. L'une des spécificités de la faune australienne réside dans la relative rareté des mammifères placentaires. C'est pourquoi les marsupiaux, un groupe de mammifères dont les petits sont portés dans un marsupium et qui inclut les kangourous, les opossums, les koalas et les Dasyuromorphia, occupent plusieurs niches écologiques qui, dans d'autres parties du monde, sont occupées par les animaux placentaires. L'Australie est l'habitat de deux des cinq espèces existantes connues de monotrèmes. Elle compte de nombreuses espèces venimeuses, dont les ornithorynques, certaines araignées, les scorpions, les pieuvres, les scyphozoaires, certains mollusques, les poissons-pierres et les raies. L'Australie est la seule partie du monde où les espèces de serpents venimeux sont plus nombreuses que les espèces de serpents non-venimeux.
La colonisation de l'Australie par les aborigènes d'Australie, il y a plus de 40 000 ans, puis par les Européens dès 1788 a considérablement affecté la faune. La chasse, l'introduction d'espèces étrangères et les pratiques de gestion et de développement des terres impliquant la modification ou la destruction des habitats naturels des animaux ont causé de nombreuses extinctions. On peut citer comme exemple la disparition de la perruche de paradis, du bandicoot à pieds de porc et du Potorous platyops. L'utilisation intensive des terres menace toujours la survie de nombreuses espèces. Afin de faire face aux menaces qui pèsent sur la faune, les autorités australiennes ont adopté de nombreuses lois, tant au niveau fédéral que local, pour l'établissement de zones protégées.

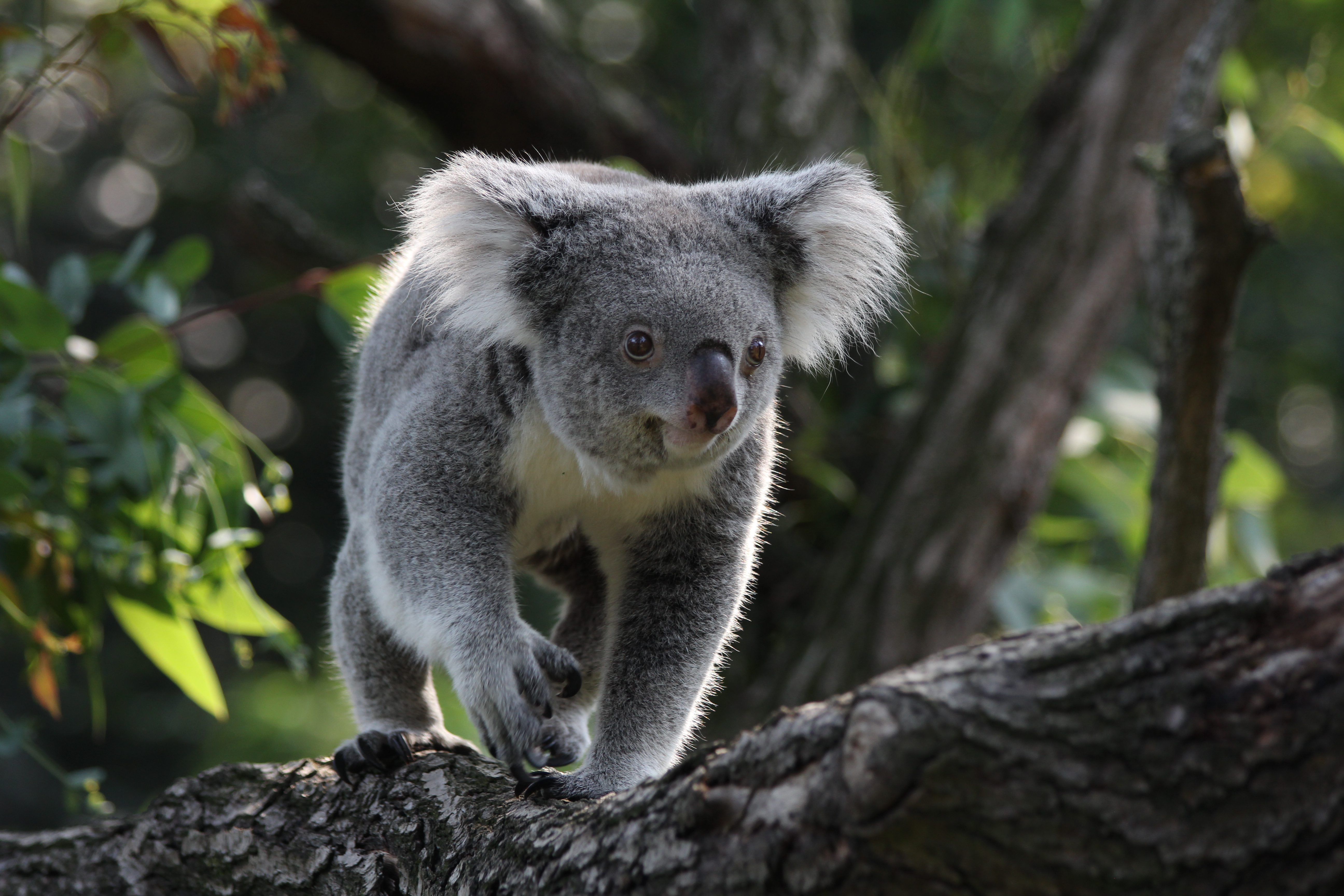
Un koala, autre animal emblématique de l'Australie. Il puise l'eau dont il a besoin dans les feuilles d'eucalyptus.

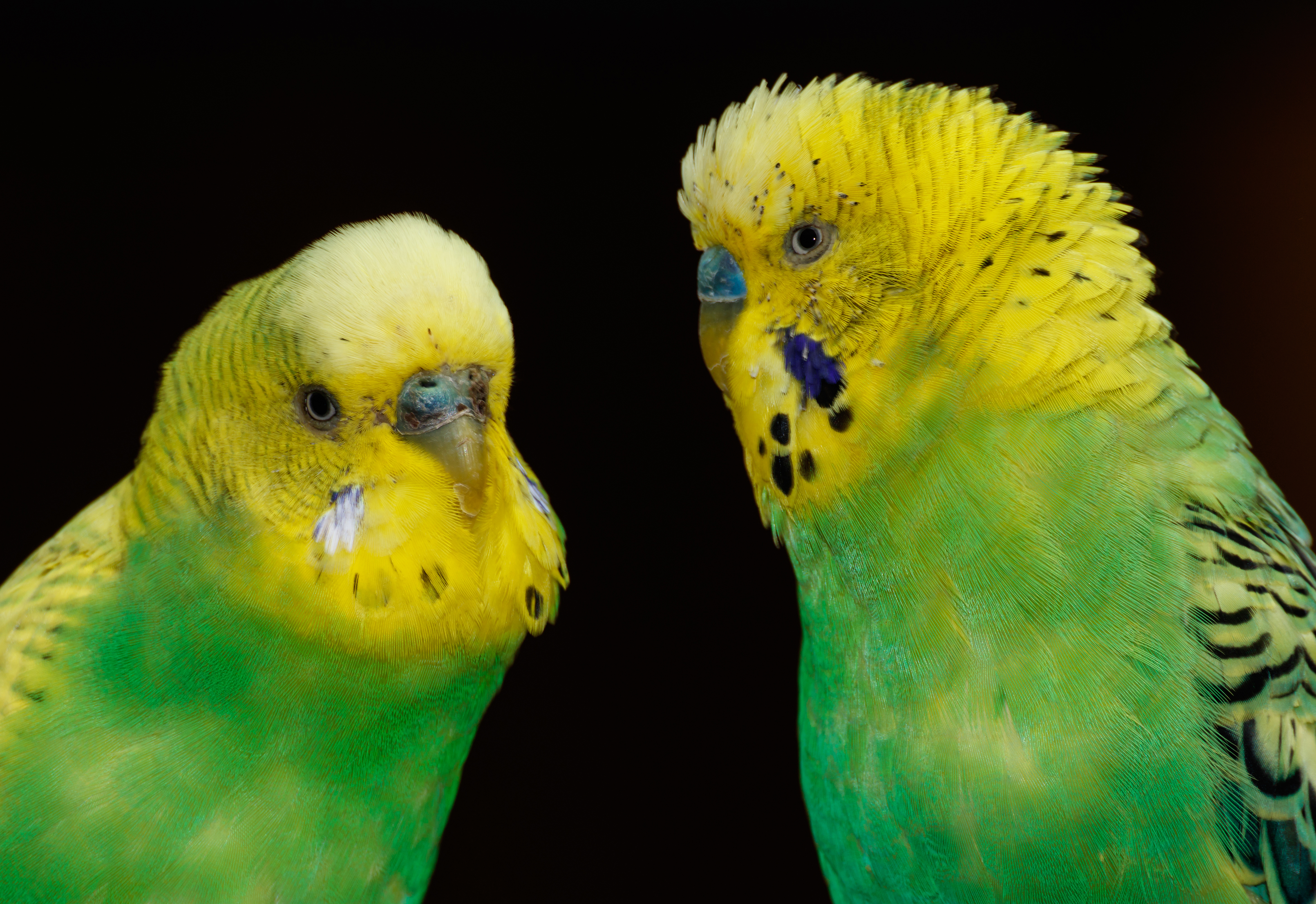
La perruche ondulée, un des oiseaux symboles de l'Australie.

## Origines de la faune d'Australie

L'Australie aurait fait partie autrefois du supercontinent Gondwana.

L'histoire géologique et climatique de l'Australie a contribué à rendre sa faune unique. Avant sa formation en tant que masse continentale isolée, l'Australie faisait partie du supercontinent méridional Gondwana qui incluait aussi l'Amérique du Sud, l'Afrique, l'Inde et l'Antarctique. Il y a 140 Ma, le Gondwana commence à se scinder. Puis, au cours du Crétacé il y a environ 50 Ma, l'Australie se sépare de l'Antarctique et commence à dériver vers le nord-est lorsque la frontière nord de l'ancienne plaque Indo-australienne commence à entrer en subduction sous les plaques pacifique et eurasiatique. Enfin, au Miocène il y a 5,3 Ma, l'Australie est assez proche de l'Insulinde pour que des animaux nageurs ou volant commencent à voyager entre l'Australie et l'Asie.
Au cours de cette désolidarisation des autres masses continentales et de cette dérive à travers les océans, l'Australie n'a jamais été reliée à une autre masse continentale. Sa faune, de même que sa flore, ont ainsi pu subsister et évoluer sans trop d'influences extérieures et acquérir ainsi un certain endémisme et une singularité dans le règne animal, notamment pour les animaux terrestres comme les marsupiaux. De plus, au cours de son transit des latitudes australes en direction de l'équateur, l'Australie a subi des changements climatiques, notamment une désertification de l'intérieur des terres puis une apparition d'un climat tropical au nord-est lorsque le courant circumpolaire antarctique se mit en place il y a 15 Ma au milieu de l'Oligocène. Ces changements dans le climat et donc dans la flore ont alors accentué cette singularité de la faune australienne en les forçant à s'adapter à ces nouvelles conditions.
Ce n'est qu'à partir du Miocène, lorsque, à certaines époques, des ponts terrestres reliant les différentes îles et péninsules de l'Insulinde atteignaient presque l'Australie, qu'une faune asiatique a pu y s'établir plus facilement. La ligne Wallace marque encore la limite entre les écozones australasienne et indomalaise.

## Les écorégions

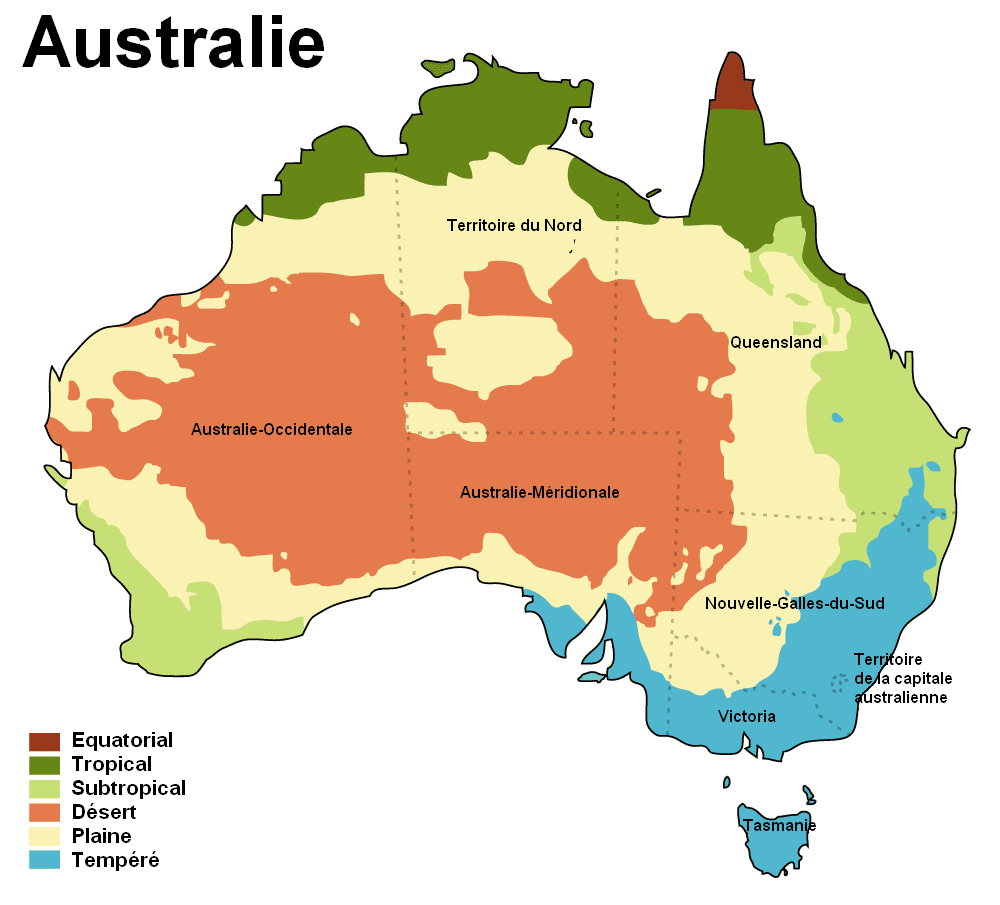
Carte climatique de l'Australie.
Équatorial
Tropical
Subtropical
Désert
Prairie et savane
Tempérée

Du fait de sa géographie, l'Australie possède une grande diversité de climats et donc de nombreux biotopes. Peu d'espèces se retrouvent sur l'ensemble du territoire. L'Interim Biogeographic Regionalisation for Australia (IBRA), l'organisme gouvernemental australien chargé de l'étude géographique du continent australien, le divise en 85 biorégions et 404 sous-régions. La carte de ces écorégions est régulièrement mise à jour. D'après le WWF, les huit écozones qui regroupent les plus importantes des 40 écorégions définies par cet organisme sont les suivantes :
- la forêt tropicale humide qui inclut les réserves des forêts ombrophiles centre-orientales de l'Australie dont font partie les forêts pluviales tropicales du Queensland et qui compte 672 espèces de vertébrés terrestres (32 % des espèces australiennes)[6]. Parmi celles-ci, 264 ne se retrouvent que dans les forêts pluviales. Ce type d'écozone comporte un très grand nombre d'oiseaux et une variété de lépidoptères impressionnante (60 % des espèces d'Australie concentrées dans cette forêt au Queensland).
- les forêts tempérées caducifoliées de la Tasmanie au sud-est de l'Australie s'étendent en zones non contiguës. L'eucalyptus est la plante emblématique de ces régions et les espèces animales en dépendent toutes d'une manière ou d'une autre. Il existe aussi certaines zones couvertes de conifères et pour les plus sèches d'acacias. L'endémisme y est moins élevé au Sud qu'au Nord. Le nombre d'espèces qui y vivent est important. Certaines espèces d'oiseaux hivernent d'une de ces zones à l'autre. Cette écozone est menacée principalement par l'urbanisation et l'agriculture. Le chat haret et le renard roux y sont aussi conjointement responsables de la disparition de plusieurs espèces. Ces zones servaient de refuges aux animaux durant les périodes sèches.
- les prairies, savanes et brousses tropicales et subtropicales sont localisées sur les côtes Nord du pays. Humides, elles abritent un grand nombre d'échassiers et oiseaux aquatiques, migrateurs ou résidents. On y trouve aussi des marsupiaux, des rongeurs et des chauves-souris[7].
- les steppes herbacées, savanes et brousses tempérées, zones semi-arides, souffrent du surpâturage des espèces importées comme les moutons, les bovinés mais aussi des dégâts occasionnés par les lapins.
- l'écozone de prairie et broussaille de montagnes nommée « prairies d'altitude des Alpes australiennes ».
- les forêts, bois et broussailles méditerranéens dans le Sud-Ouest australien (Forêts et broussailles) ainsi que dans le Sud (Mallee et bois). De nombreuses espèces d'oiseaux, ainsi que des espèces de marsupiaux de taille moyenne ont disparu ou sont menacées. Plusieurs espèces du Sud-Ouest sont connues pour être proches de celles qui existaient sur le Gondwana[8]. Ce type d'écorégion avec sa faune est le type le plus menacé des écorégions d'Australie.
- les déserts et broussailles xérophytes : on y trouve surtout des espèces de reptiles, d'insectes et de petits animaux ressemblant aux rongeurs. Dans les zones les plus humides (outback), on y trouve des kangourous roux et des émeus mais aussi de très nombreux dromadaires, espèces introduites.
- la toundra qui occupe 128 km2 sur l'île Macquarie où la faune aviaire locale est constituée de 55 espèces d'oiseaux marins (comme le gorfou de Schlegel ou l'albatros de l'île Campbell) et de 80 espèces d'oiseaux terrestres, souvent endémiques et en danger (30 espèces sont inscrites sur la liste rouge de l'UICN). Le nombre d'espèces d'invertébrés n'est pas élevé mais il est conforme à ce type de biome. L'endémisme y est également élevé, par exemple 36 des 78 espèces de Lepidoptera le sont[9]. De nombreux insectes, en raison des vents forts, ont perdu leur capacité à voler. On y trouve naturellement des mammifères marins et des espèces introduites qui menacent l'environnement comme les lapins ou les rats. Une politique ferme d'éradication y est pratiquée. L'environnement de l'île Macquarie est le moins préservé des îles subarctiques à cause de la présence d'une base humaine permanente.

À ces zones, il faut ajouter :
- les récifs coralliens comme la Grande barrière ;
- les zones littorales et zones pélagiques ;
- les cours d'eau comme celle du fleuve Murray.

## Mammifères
L'Australie regorge de fossiles de mammifères, que ce soit d'espèces vivantes ou d'espèces éteintes, avec de nombreux fossiles de marsupiaux. Des fossiles retrouvés démontrent que les monotrèmes sont présents en Australie depuis le Crétacé (145 à 99 Ma), et que les marsupiaux et les mammifères placentaires y vivent depuis l'Éocène (il y a 56 à 34 Ma), époque à laquelle apparaissent les premiers mammifères modernes d'après les découvertes de fossiles. Bien que les marsupiaux et les mammifères placentaires aient coexisté en Australie au cours de l'Éocène, seuls les marsupiaux y ont survécu. Des fossiles de chauves-souris et de rongeurs laissent penser que les mammifères placentaires sont réapparus en Australie au cours du Miocène, époque à laquelle l'Australie s'est rapprochée de l'Insulinde. La concurrence dans l'évolution a amené les marsupiaux à occuper des niches écologiques et, dans de nombreux cas, leurs évolutions les ont amenés à ressembler physiquement aux mammifères placentaires occupant des niches comparables en Eurasie et en Amérique du Nord. Ce phénomène est connu sous le nom d'évolution convergente. Par exemple, le super-prédateur de l'Australie, le tigre de Tasmanie présente un certain nombre de ressemblances frappantes avec des canidés tels que le loup gris, tandis que le petauridae, tout comme l'écureuil volant, est adapté au style de vie arboricole ou que le Myrmecobius fasciatus et le fourmilier (Myrmecophagidae) sont tous deux des insectivores qui creusent le sol pour y trouver leur nourriture.

### Monotrèmes et marsupiaux

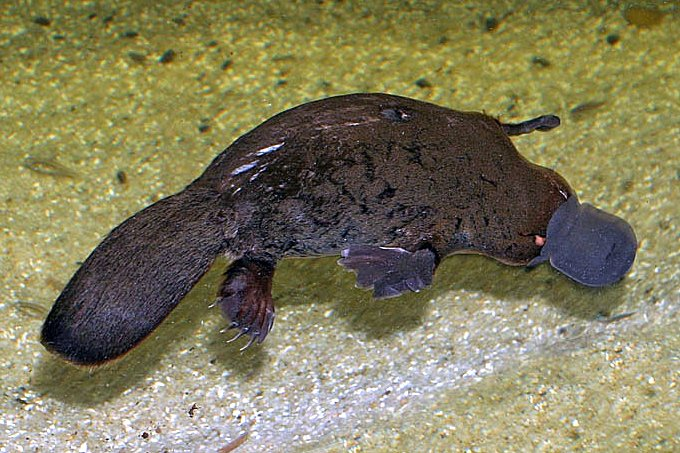
Un ornithorynque.

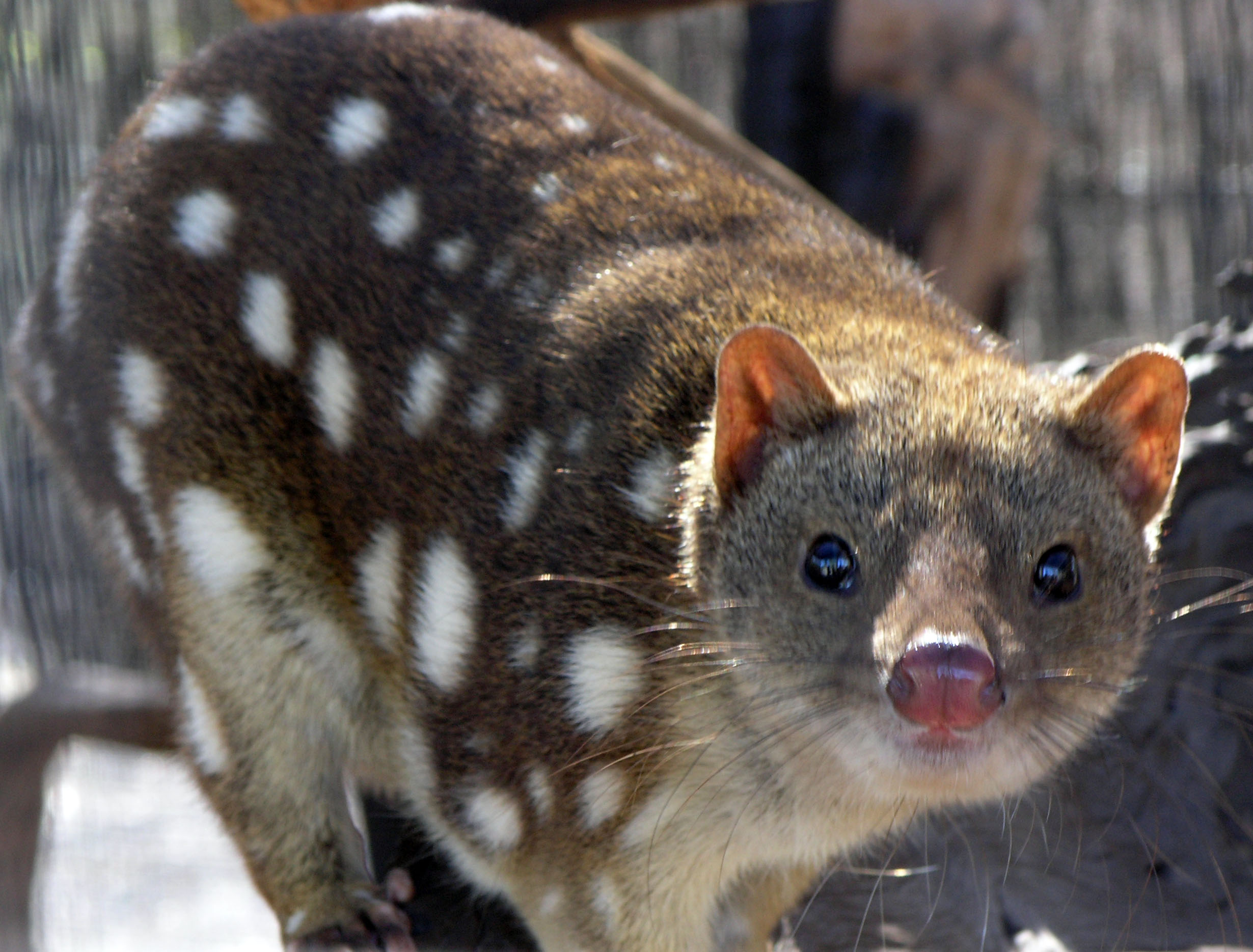
Le chat marsupial à queue tachetée, espèce menacée, est le plus gros marsupial carnivore d'Australie.

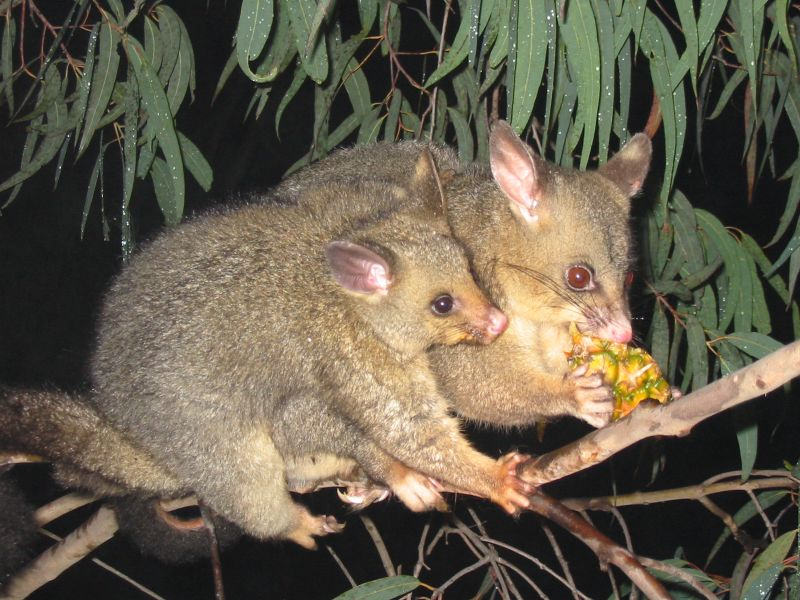
Le phalanger renard.

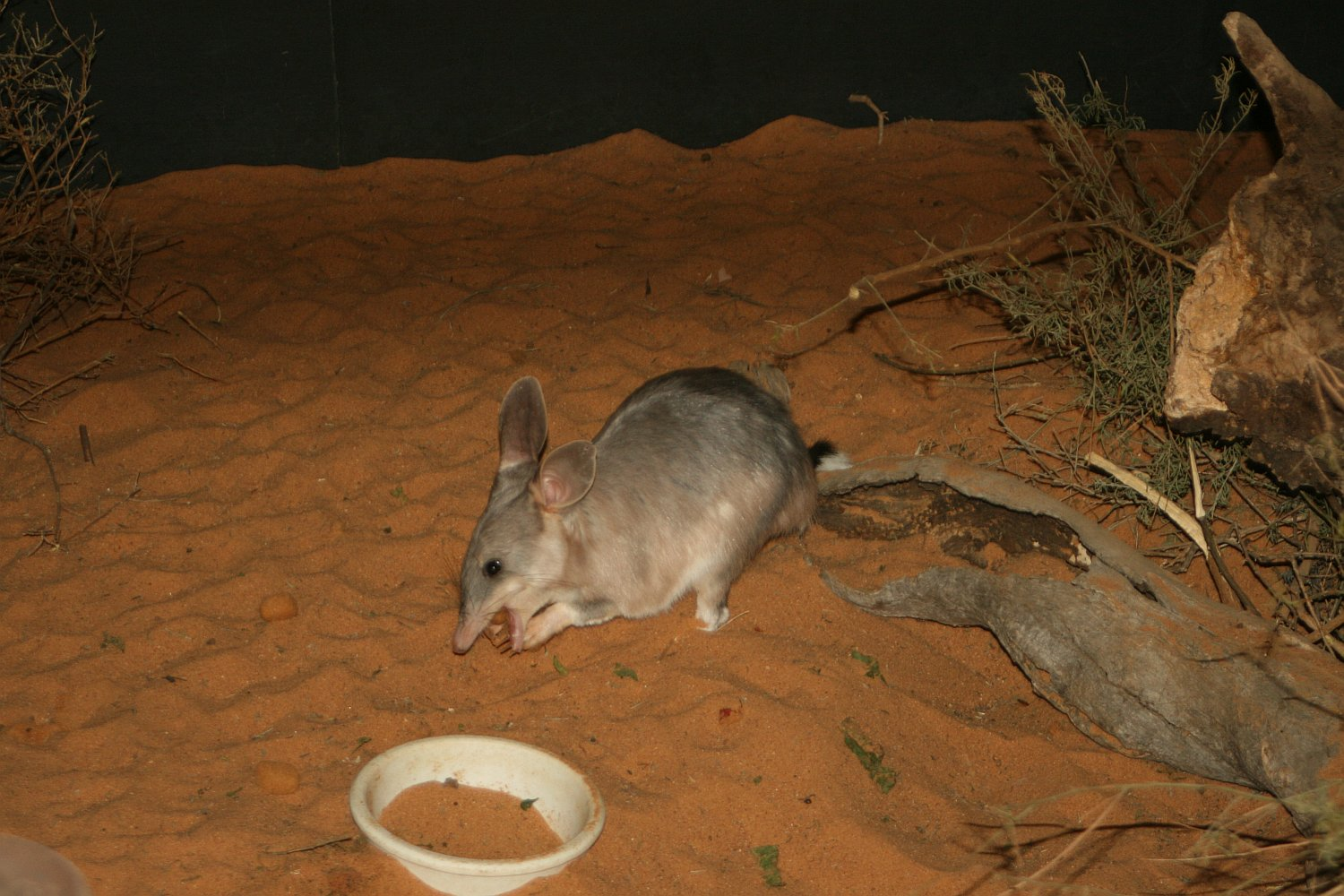
Un bilby.

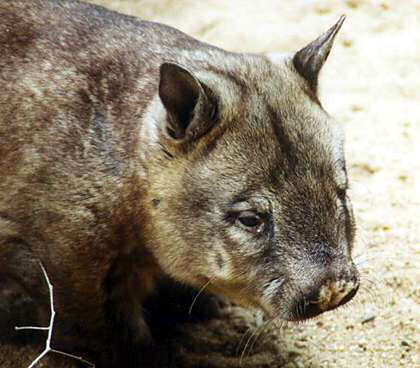
Le wombat à nez poilu est une sorte d'ourson australien.

#### Monotrèmes
Les monotrèmes sont — chose rare — des mammifères ovipares. Ils ne mettent donc pas bas mais pondent des œufs. Des cinq espèces vivantes connues de monotrèmes, deux sont présentes en Australie : l'ornithorynque et l'échidné à nez court.
L'ornithorynque — mammifère amphibie venimeux pondant des œufs et pourvu d'un bec de canard — est l'une des créatures les plus singulières chez les mammifères. Lorsque Joseph Banks présenta pour la première fois, à la fin du XVIIIe siècle, une fourrure d'ornithorynque à des naturalistes anglais, ceux-ci furent convaincus qu'il s'agissait là d'un canular bien ficelé.
L'échidné à nez court est un monotrème tout aussi étrange. Couvert d'une fourrure présentant des piquants, muni d'un long museau tubulaire en guise de gueule, l'échidné peut aussi successivement sortir et rentrer sa langue une centaine de fois par minute pour attraper des termites.

#### Marsupiaux
L'Australie héberge également la plus grande diversité de marsupiaux au monde. Il s'agit de mammifères possédant une poche abdominale, le marsupium dans laquelle grandissent leurs petits qui naissent à l'état d'embryons.
- Les marsupiaux carnivores, de l'ordre des Dasyuromorphia, comptent deux familles encore actives et une famille éteinte :
  - celle des Myrmecobiidae dont le myrmécobie à bandes ou nunbat constitue la seule espèce.
  - celle des Dasyuridae comportant 51 espèces. Aujourd'hui, le plus gros marsupial carnivore encore vivant est le diable de Tasmanie. De la taille d'un petit chien, il sait chasser mais se nourrit essentiellement de charogne. Il a disparu du continent australien il y a environ 3 000 à 600 ans et ne se trouvait plus qu'en Tasmanie. Dans le cadre d'un programme de conservation, 26 diables adultes ont été réintroduits en 2020, et 7 petits sont nés en 2021[19]. Il existe quatre espèces de Dasyurus, toutes menacées. Les espèces survivantes de la famille des Dasyuridae sont aussi appelées « souris marsupiales ». Elles pèsent pour la plupart moins de cent grammes. On rencontre aussi deux espèces de taupes marsupiales, de l'ordre des Notoryctemorphia, dont les déserts d'Australie-Occidentale constituent l'habitat naturel. Ces carnivores dont on sait peu de choses sont rares, ils n'ont pas d'oreilles, sont aveugles et passent la majeure partie de leur temps sous terre.
  - la famille des Thylacinidae avec le tigre de Tasmanie qui était le plus gros des Dasyuromorphia et dont le dernier spécimen connu est mort en captivité en 1936[14].
- Les marsupiaux omnivores de l'ordre des péramélémorphes comprennent les Peramelidae, communément appelés bandicoots, et les bilbis. L'Australie en compte sept espèces, la plupart menacées. Ces petites créatures présentent de nombreuses caractéristiques physiques communes : un corps potelé, un dos arqué, un long museau légèrement effilé, de grandes oreilles verticales, des pattes longues et fines et une queue mince. L'origine évolutive de ce groupe est peu claire mais il semble partager des caractéristiques propres à la fois aux marsupiaux carnivores et aux marsupiaux herbivores.
- Les marsupiaux herbivores sont classés dans l'ordre des diprotodontia qui compte trois sous-ordres : les vombatiformes, les phalangériformes et les macropodiformes.
  - Parmi les vombatiformes, on trouve le koala et les trois espèces du wombat :
    - le koala, l'un des marsupiaux les plus célèbres d'Australie, est une espèce arboricole qui se nourrit des feuilles de quelque 120 espèces d'eucalyptus.
    - les wombats, quant à eux, vivent au sol et se nourrissent d'herbes, de laîches et de racines. Ils utilisent leurs dents avant, similaires à celles des rongeurs, et leurs griffes puissantes pour creuser de vastes réseaux de terriers. Ce sont des animaux essentiellement nocturnes et crépusculaires.

  - Les phalangériformes, groupe varié de marsupiaux arboricoles, comprennent six familles et 26 espèces parmi lesquelles le possum. Les phalangériformes sont de taille variable, suivant l'espèce : du Cercartetus lepidus aussi appelé « petit possum pygmée » ne pesant que sept grammes au possum à queue en anneau ou au phalanger renard de la taille d'un chat. Le planeur de sucre et le phalanger de Norfolk (Petaurus norfolcensis) sont des espèces communes de possums planeurs. Les forêts d'eucalyptus d'Australie orientale sont leur habitat naturel. La plus petite espèce de possum est l'acrobate pygmée. Les possums planeurs ont des membranes, appelées « patagiums », s'étendant du cinquième doigt de leurs pattes avant au premier doigt de leurs pattes arrière. Lorsqu'elles sont déployées, ces membranes leur permettent de planer d'arbre en arbre.
  - Les macropodiformes se divisent en trois familles que l'on retrouve dans tous les environnements d'Australie, à l'exception des zones montagneuses :
    - la famille des Hypsiprymnodontidae a comme seul membre actuel le rat-kangourou musqué.
    - la famille des potoroidae compte dix espèces dont le bettong, le potoroo et le rat-kangourou. Ces petites espèces fabriquent des nids et utilisent leur queue pour transporter les végétaux.
    - la famille des macropodidae, qui comprend les kangourous, les wallabys et d'autres espèces associées, comptait jusqu'à 53 espèces. Leurs dimensions varient grandement d'une espèce à l'autre. La plupart des macropodes sont des bipèdes qui se déplacent par bonds. Ils possèdent une queue musclée, des membres arrière grands et puissants avec des pattes minces. Les pattes arrière présentent une disposition particulière de quatre doigts, tandis que les pattes avant, plus courtes, comptent cinq doigts séparés. Le rat kangourou musqué est le plus petit des macropodes et la seule espèce qui ne soit pas bipède, tandis que le kangourou roux, pouvant mesurer jusqu'à deux mètres et peser jusqu'à 85 kilogrammes, représente l'espèce la plus grande.

Les marsupiaux représentent près de la moitié des 230 espèces de mammifères d'Australie.

### Mammifères placentaires

#### Mammifères endémiques: chauve-souris et rats

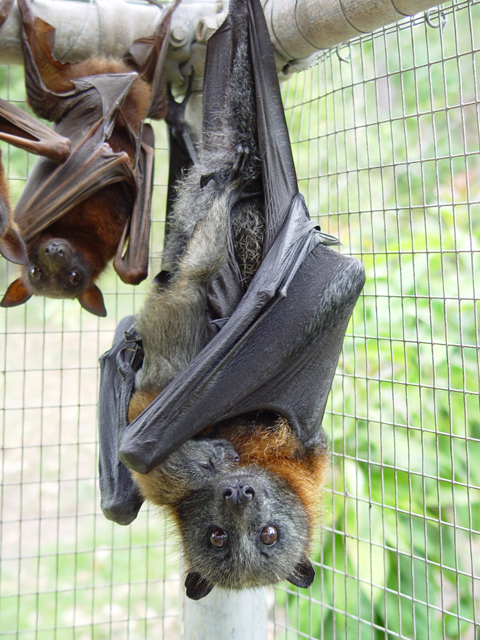
Renard volant à tête grise, une chauve souris endémique d'Australie.

L'Australie présente deux ordres de mammifères placentaires endémiques : les chauves-souris, de l'ordre des Chiroptera, représentées par six familles, ainsi que les souris et rats, de l'ordre des Rodentia (rongeurs), famille des Muridae (muridés). Cela fait relativement peu de temps que les chauves-souris et les rongeurs sont arrivés en Australie.
Les chauves-souris sont probablement arrivées d'Asie et ne semblent présentes sur le continent, selon les datations de fossiles, que depuis quinze millions d'années. Bien que l'Australie abrite 7 % des espèces de chauves-souris du monde, seuls deux genres sont endémiques.
Les premiers rongeurs sont arrivés en Australie il y a cinq à dix millions d'années et ont connu une importante radiation adaptative qui a conduit à les séparer en différentes espèces. Ils sont plus connus sous le nom d'« anciens rongeurs endémiques » et étaient représentés par quatorze genres aujourd'hui disparus. Il y a environ un million d'années, des rats provenant de Nouvelle-Guinée sont apparus en Australie et ont alors évolué en sept espèces de Rattus, communément appelés « nouveaux endémiques ».

#### Dingos

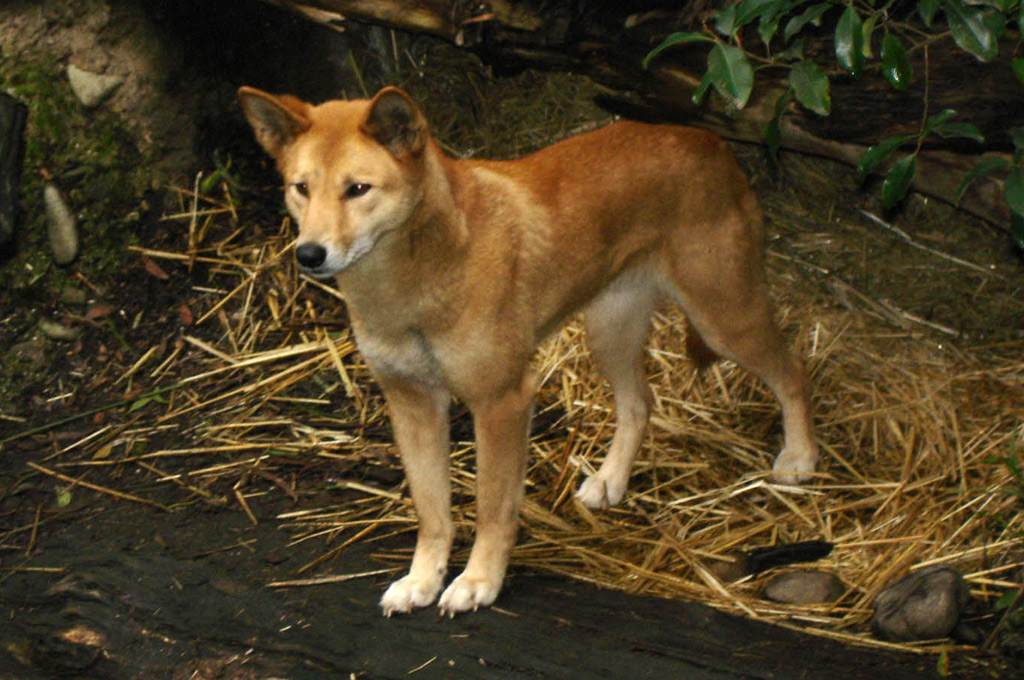
Le dingo est le premier mammifère placentaire à avoir été introduit en Australie par l'Homme.

En s'installant en Australie, les humains ont introduit de nombreux mammifères placentaires. Les premiers furent vraisemblablement les dingos. Des découvertes de fossiles tendent à prouver que des peuples venant du nord ont amené le dingo il y 5 000 ans.

#### Mammifères «importés»
Les Européens, pour leur part, lorsqu'ils ont colonisé l'Australie, ont volontairement relâché des espèces sauvages dans la nature. C'est le cas du renard roux, du lièvre du Cap, du lapin de garenne, du daim, du cerf élaphe, du sambar, du cerf rusa, du chital, du cerf cochon et du buffle. D'autres espèces, domestiques celles-ci, se sont échappées et sont à l'origine de populations devenues aujourd'hui sauvages. On appelle ce phénomène marronnage. On peut citer le chat, le cheval domestique, l'âne, le porc, la chèvre et le dromadaire. Seules trois des espèces non indigènes d'Australie n'ont pas été volontairement introduites : la souris et les célèbres rat des villes et rat des champs.

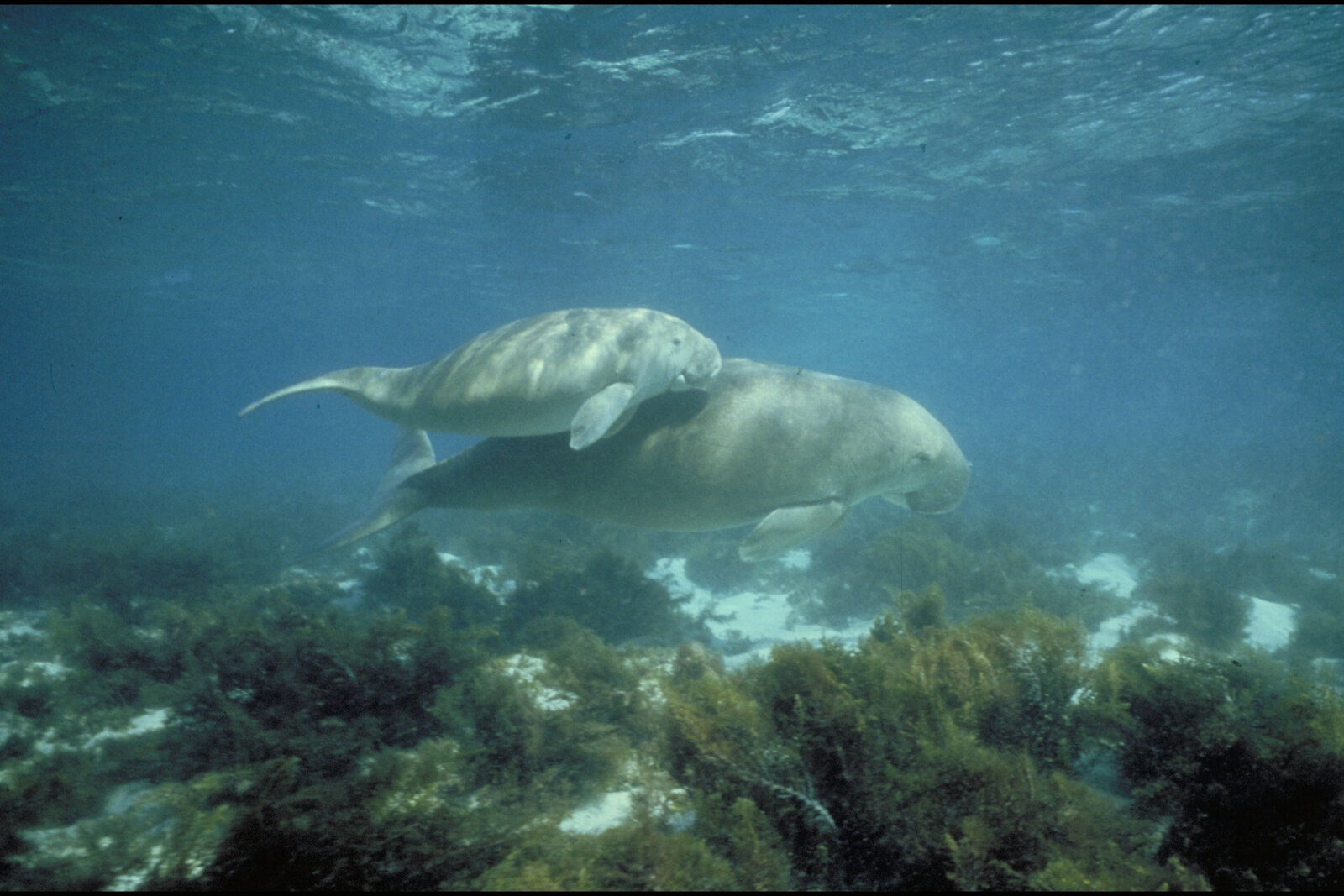
Le Dugong est une espèce menacée. La plus grande population vit dans les eaux australiennes.

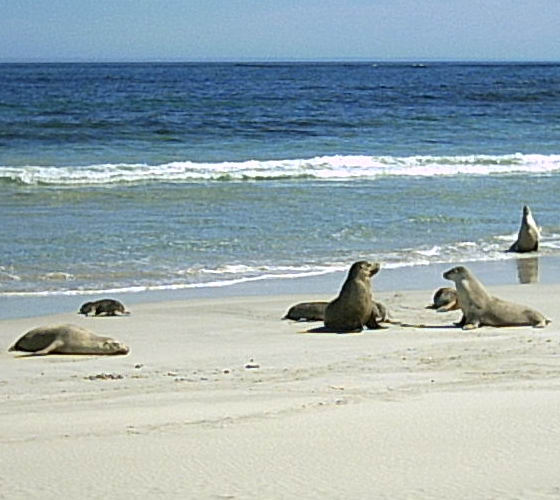
Lions de mer sur l'île Kangourou.

#### Mammifères marins
Les eaux du littoral australien abritent quarante-six espèces de mammifères marins, de l'ordre des cétacés. Toutefois, ces espèces étant présentes dans d'autres régions du monde, certains auteurs ne les considèrent pas comme des espèces australiennes. On trouve neuf espèces de mysticètes dont l'énorme baleine à bosse. Les odontocètes (ou cétacés à dents) y sont représentés par 37 espèces, dont les six genres de la famille des ziphiidae (baleines à bec) et 26 espèces de delphinidae (dauphins océaniques), avec parmi celles-ci le grand dauphin et le dauphin à aileron retroussé d'Australie, espèce décrite pour la première fois en 2005. Certains delphinidae, comme l'orque, sont présents tout autour du continent, tandis que d'autres, comme le dauphin Irrawaddy, vivent exclusivement dans les eaux plus chaudes du nord. Le dugong (de l'ordre des Sirenia) est une espèce marine menacée qui vit dans les eaux du Nord-Est et du Nord-Ouest de l'Australie, plus particulièrement dans le détroit de Torres. Il peut mesurer jusqu'à trois mètres et peser jusqu'à 400 kilogrammes. Le dugong est le seul mammifère marin herbivore d'Australie. Il se nourrit de plantes aquatiques situées au large des côtes. Cette espèce est menacée notamment par la destruction des fonds marins sur lesquels poussent ces plantes.
Enfin, dix espèces de phoques et de lions de mer (famille des carnivora) vivent au large de la côte sud de l'Australie et dans les territoires australiens de l'Antarctique.

## Oiseaux
L'Australie et ses territoires abritent, selon un inventaire réalisé en 2003, 772 espèces d'oiseaux dont 595 nichent en Australie. Sur ce nombre, 350 environ sont endémiques à la région biogéographique regroupant l'Australie, la Nouvelle Guinée et la Nouvelle-Zélande. Les datations des fossiles d'oiseaux sont assez inégales. Toutefois, il existe des traces d'ancêtres d'espèces actuelles remontant à la fin de l'Oligocène. L'histoire de certaines espèces remonte à l'époque du Gondwana. C'est le cas par exemple de l'émeu, du casoar à casque et autres oiseaux de l'ordre des ratites, du léipoa ocellé et du tallégalle de Latham de la famille des Megapodiidae ainsi que d'un nombre important d'espèces de perroquets endémiques, de l'ordre des Psittaciformes. Les perroquets australiens constituent un sixième de la population mondiale de cet ordre et comprennent par exemple de nombreux Cacatuinae dont le cacatoès rosalbin. Le martin-chasseur géant, la plus grande espèce de la famille des Alcedinidae, est bien connue pour son cri qui ressemble à s'y méprendre au rire d'un humain.
Les passereaux (ordre des Passeriformes) sont largement représentés en Australie notamment les Maluridae, les Petroicidae, les Cracticidae, les Acanthizidae, les Pardalotidae, la grande famille des Meliphagidae, les Certhiinae, les Menuridae, les Paradisaeidae (oiseau de paradis), les Ptilonorhynchidae et les Passeridae. La parade nuptiale du jardinier satiné (Ptilonorhynchus violaceus) suscite un intérêt particulier auprès des psychologues évolutionnistes. En effet, cet oiseau fascinant construit sur le sol des tonnelles ou berceaux de brindilles qu'il décore d'objets bleus et scintillants afin d'attirer les femelles.
Plus récemment, l'Australie a été colonisée par des oiseaux d'origine eurasienne tels que les Hirundinidae (hirondelles), les Alaudidae, les Turdinae, les Cisticolidae, les Nectariniidae et certains rapaces comme l'aigle australien. Parmi les espèces introduites par l'homme, certaines, comme le chardonneret élégant et le verdier d'Europe, coexistent harmonieusement avec les espèces australiennes tandis que d'autres, comme l'étourneau sansonnet, le merle noir, le moineau domestique ou le martin triste, ont des effets dévastateurs sur les espèces endémiques et déstabilisent l'écosystème.
Environ 200 espèces d'oiseaux de mer vivent sur la côte australienne. Nombre de ces espèces sont migratrices. L'Australie se trouve à l'extrémité Sud du trajet migratoire Asie-Australasie des oiseaux de mer migrateurs, qui s'étend de l'Extrême-Orient russe et de l'Alaska à l'Australie et à la Nouvelle-Zélande en passant par l'Asie du Sud-Est. Ce trajet est emprunté par près de deux millions d'oiseaux par an. Le pélican à lunettes est un oiseau de mer de grande taille, très commun, que l'on peut trouver dans la plupart des eaux du littoral et de l'intérieur de l'Australie. Le manchot pygmée est la seule espèce de Spheniscidae se reproduisant sur le continent australien.
La migration partielle est très commune pour les espèces du continent : 32 % des passereaux et 44 % des autres espèces d'oiseaux sont partiellement migratrices.

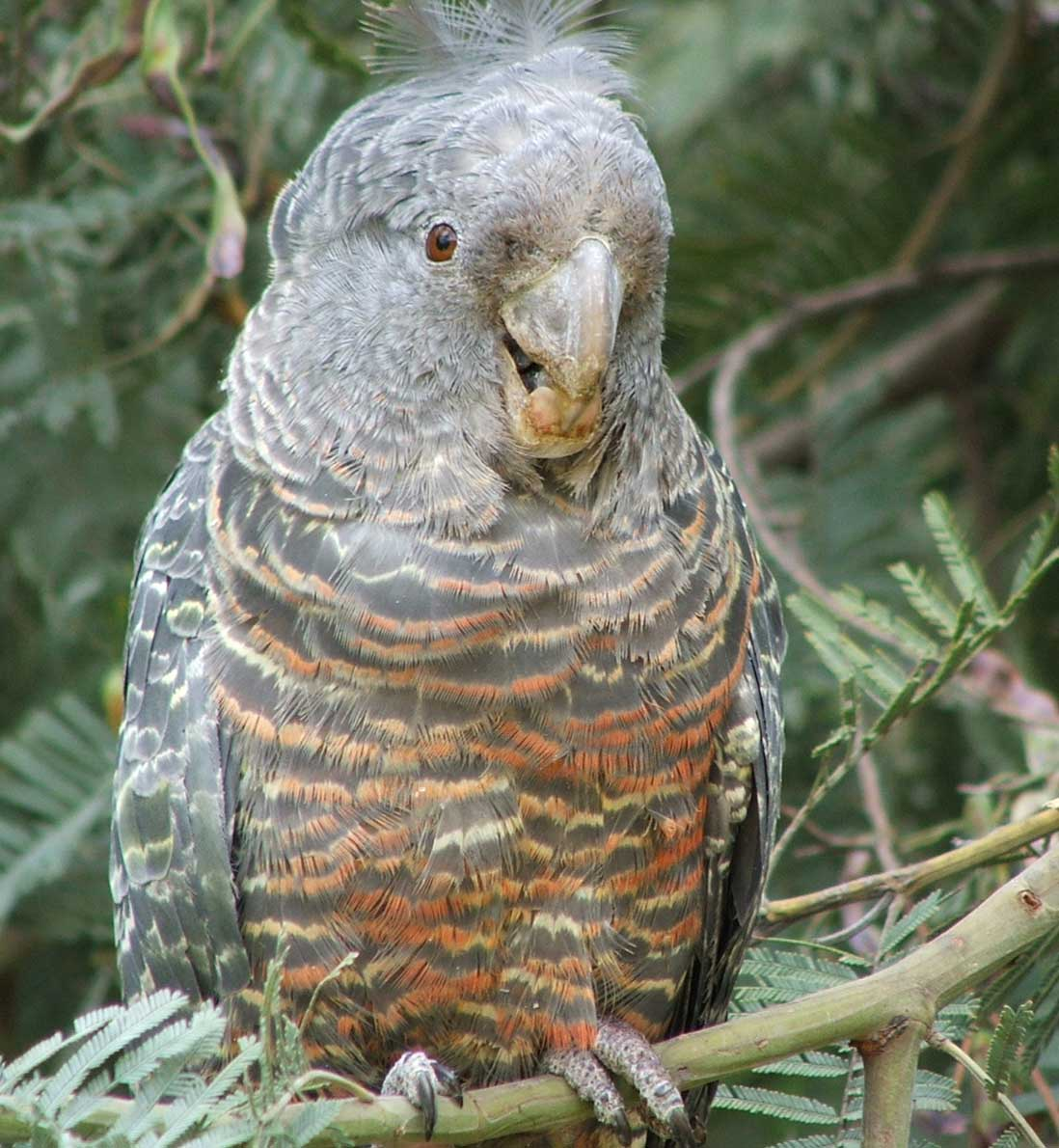
Une femelle Cacatoès à tête rouge.
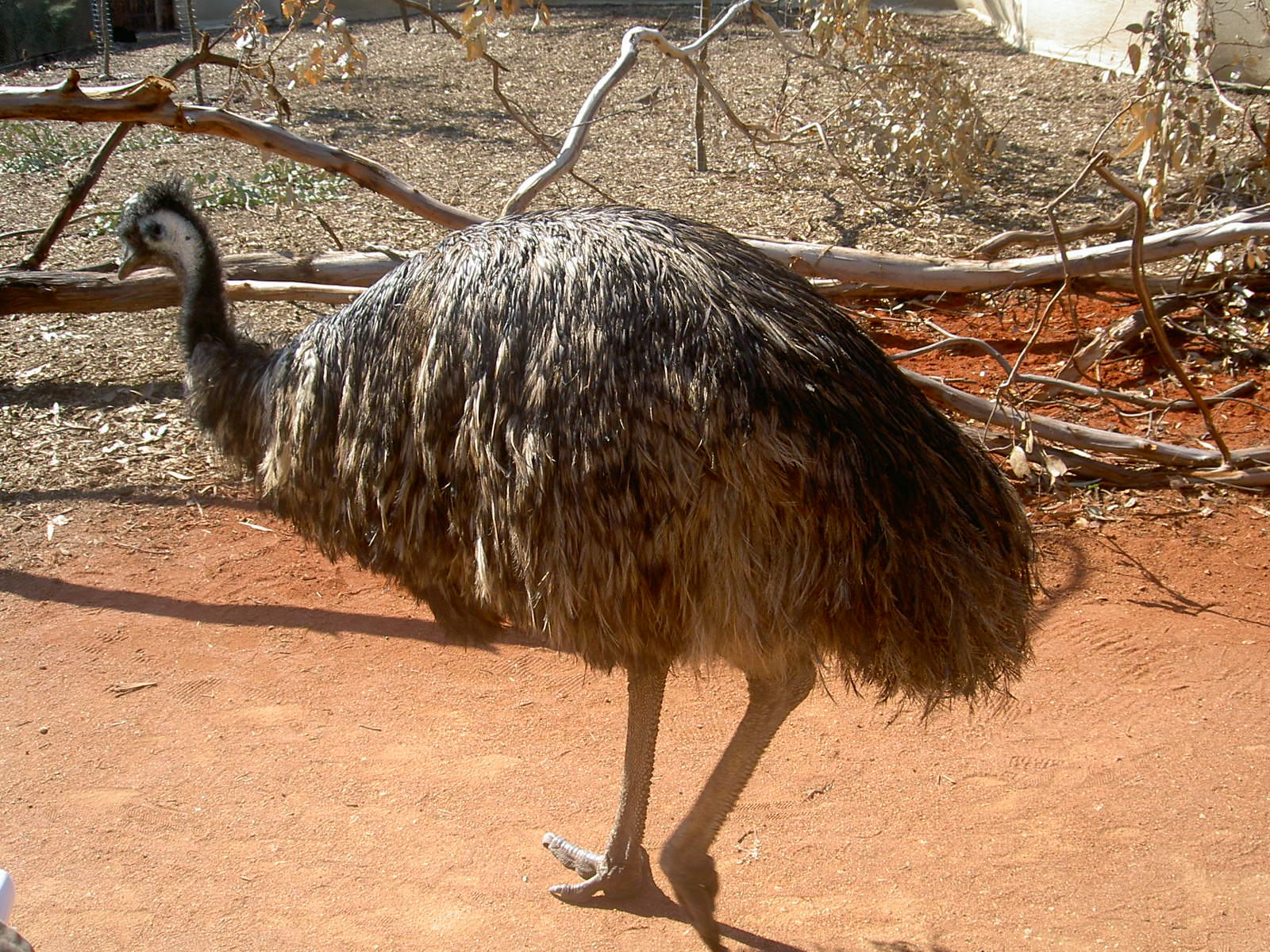
L'Emeu est la deuxième plus grande espèce d'oiseaux. Il apparaît sur les armes de l'Australie, au côté du kangourou.
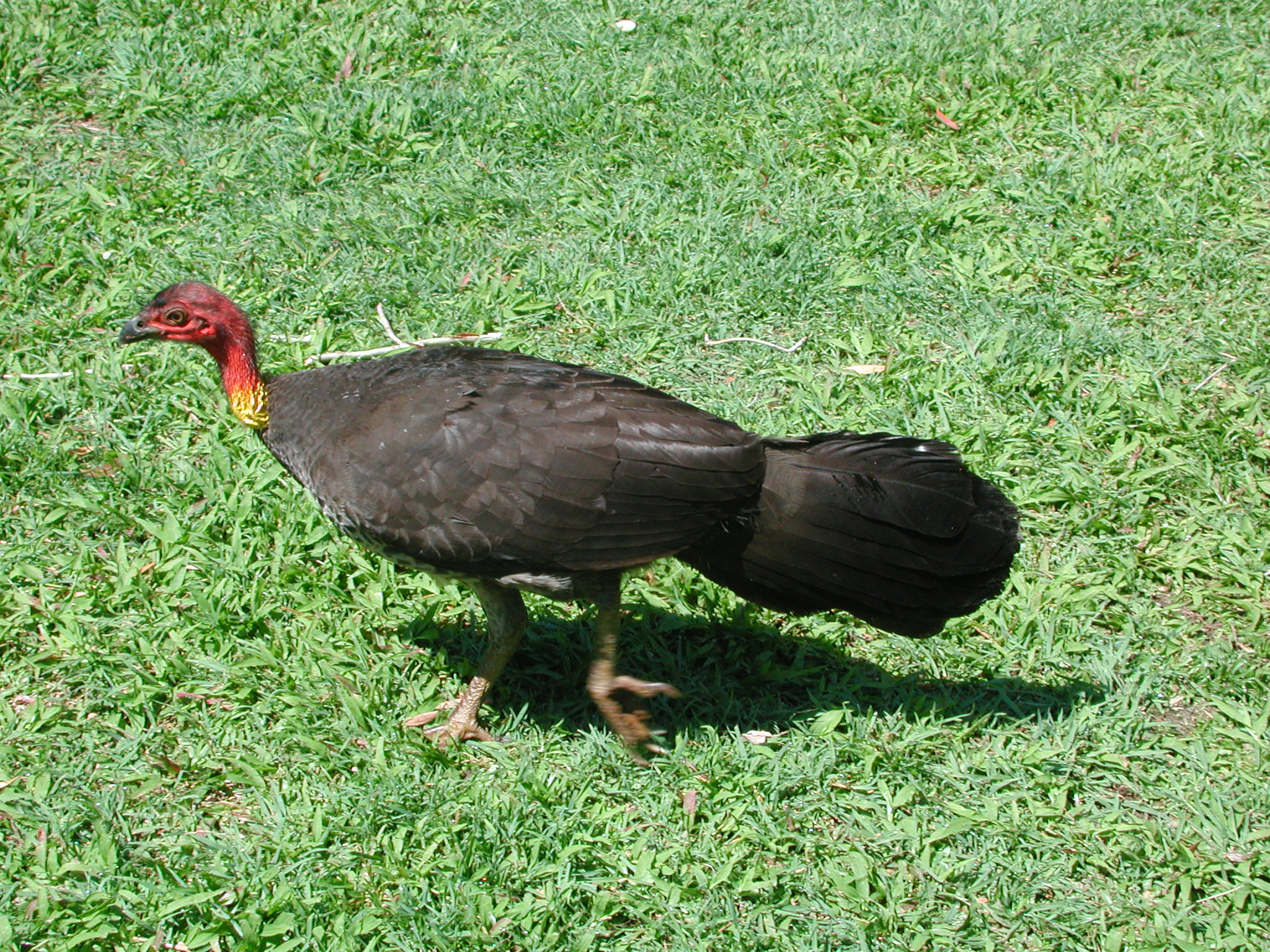
Le Tallégalle de Latham ou dindon des broussailles australien.
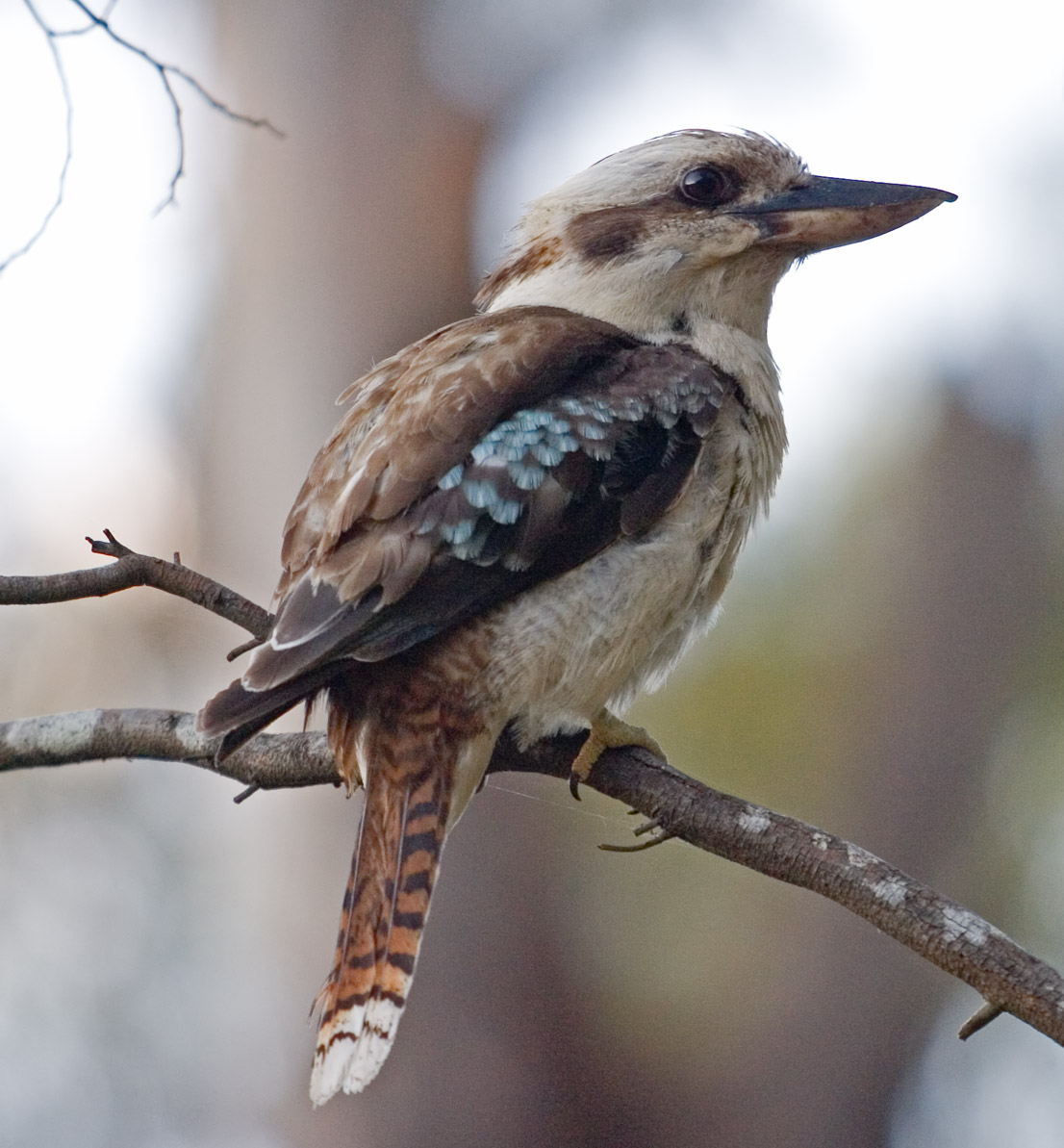
Le Martin-chasseur géant ou kookaburra, oiseau célèbre en Australie pour son cri.

## Reptiles
La masse continentale australienne, avec environ 860 espèces indigènes, est très riche en reptiles comparativement aux autres continents (l'Amérique du Nord n'en compte qu'environ 280). Le seul ordre de reptile inexistant en Australie est l'ordre des Sphenodontia, endémique à la Nouvelle-Zélande. On y trouve donc des crocodiles, des squamates et des tortues.

### Crocodiles

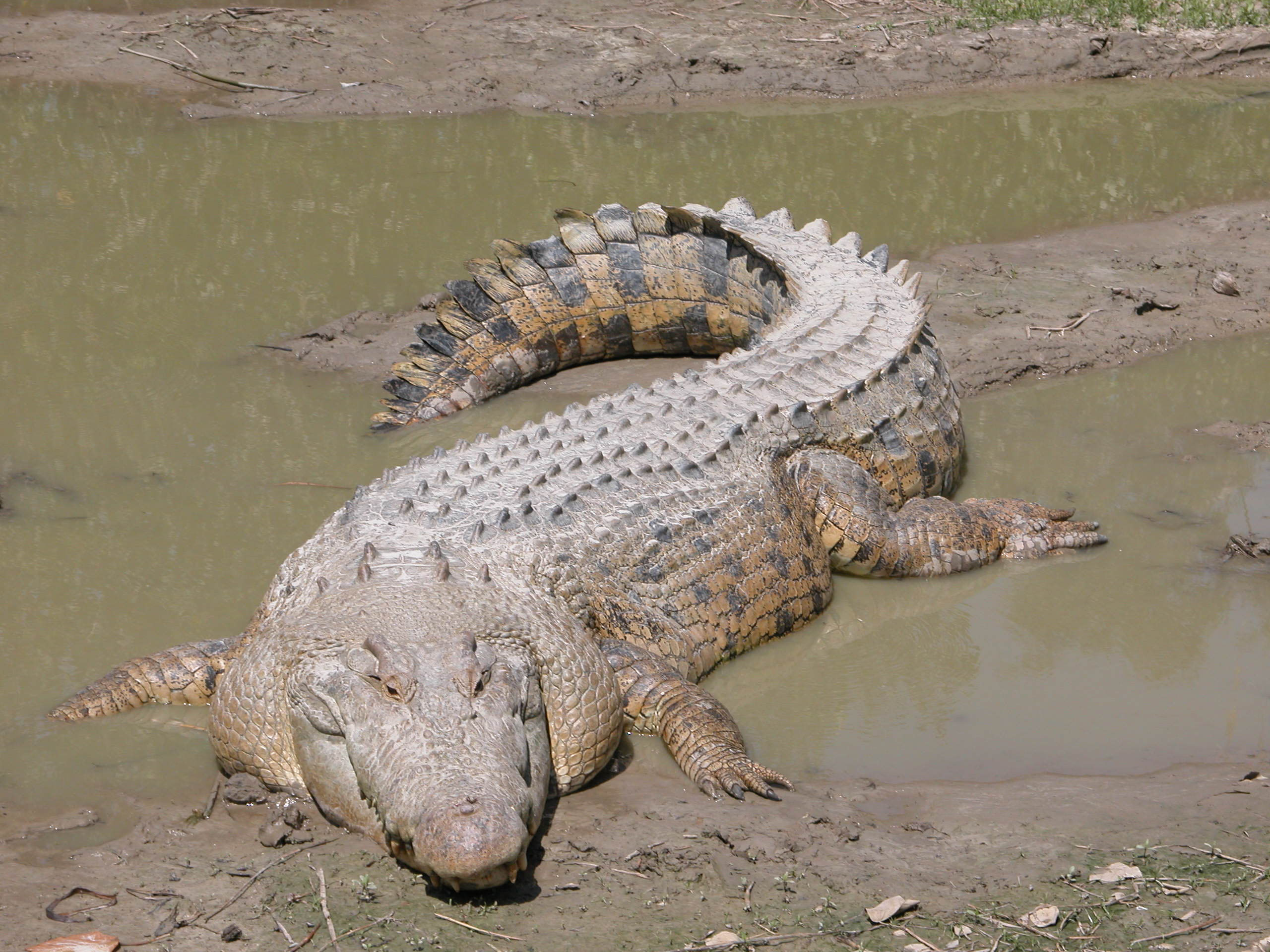
Le Crocodile marin est la plus grande espèce de crocodile au monde.

L'Australie abrite des crocodiles de Johnston en eaux douces et des crocodiles à double crête en eaux salées. Le Crocodile marin, surnommé salty par les Australiens (diminutif de son nom en anglais saltwater crocodile, littéralement 'crocodile d'eau salée'), est la plus grande espèce de crocodile vivante. Il peut atteindre sept mètres de longueur et peser jusqu'à une tonne. Il est capable de tuer un humain et ne s'en prive pas à l'occasion. Vivant sur les côtes, dans les rivières et les zones humides du nord de l'Australie, il est élevé pour sa viande et son cuir. Les crocodiles d'eau douce, qui vivent dans le nord de l'Australie, ne sont pas considérés comme des animaux dangereux pour l'homme.

### Tortues

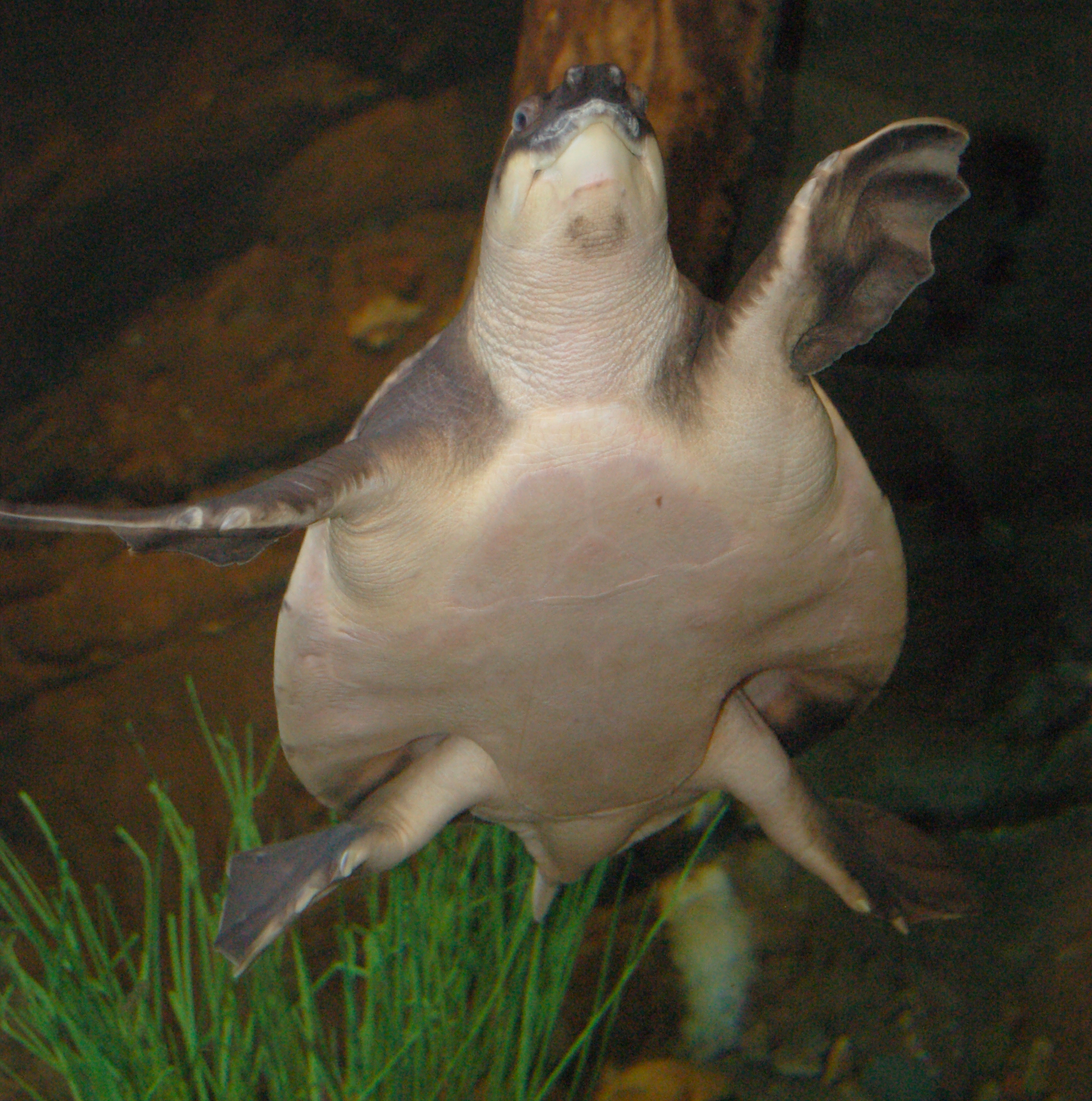
La tortue à nez de cochon.

Le littoral australien est fréquenté par six des sept espèces de tortues de mer : la tortue à dos plat, la tortue verte, la tortue imbriquée, la tortue olivâtre, la caouanne et la tortue-luth. Toutes sont protégées. Il y a 29 espèces de tortues australiennes d'eau douce, réparties en huit genres, de la famille des Chelidae. La tortue à nez de cochon est la seule espèce de sa famille, les Carettochelyidae. L'Australie et le continent Antarctique sont les deux seules grandes régions n'abritant plus de tortue terrestre.

### Serpents
L'Australie est le seul pays où les serpents venimeux sont en plus grand nombre que leurs congénères non venimeux. Les serpents australiens se divisent en sept familles. La famille des élapidés compte les espèces les plus venimeuses : les Oxyuranus dont le taïpan du désert, le serpent brun commun et le serpent-tigre de l'Est. Parmi les 200 espèces d'Elapidae, 86 sont présentes uniquement en Australie. Trente-six espèces de la famille des Hydrophiidae, dont de nombreuses sont extrêmement venimeuses, ont pour habitat naturel les eaux du Nord de l'Australie. Deux espèces de serpents de mer de la famille des Acrochordidae habitent également les eaux australiennes. L'Australie ne compte que onze espèces de la famille la plus importante du monde, les Colubridae. Il y a quinze espèces de Boidae (boas) et 31 espèces de Typhlopidae, des serpents primitifs, aveugles et insectivores. Ces espèces, dont aucune n'est endémique, sont considérées comme étant relativement nouvelles et provenant d'Asie.

### Lézards et goannas

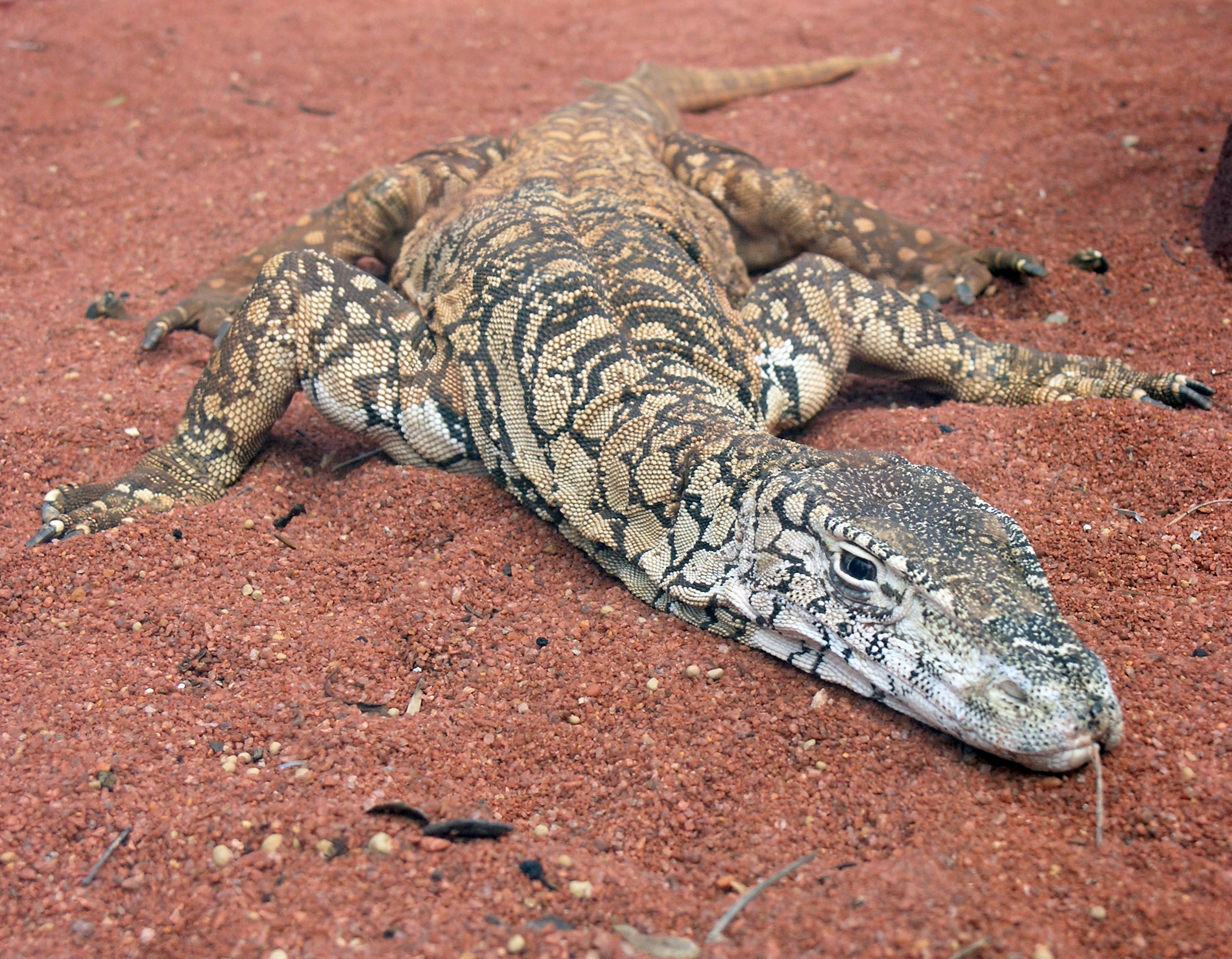
L'Australie compte 26 espèces de Goanna.

C'est en Australie que vit le plus grand nombre de lézards au monde. Cinq familles y sont représentées. On trouve à travers le continent australien 114 espèces de geckos, réparties en 18 genres. Les Pygopodidae constituent une famille de lézards sans membres, endémiques de la région australienne. Des 34 espèces parmi les huit genres que compte cette famille, une seule n'est pas présente en Australie. Les agamidés, ou lézards dragons, sont représentés par treize genres, pour un total de 66 espèces, parmi lesquelles figurent le moloch, le dragon barbu et le lézard à collerette aussi appelé dragon d'Australie. Il y a 26 espèces de varans, de la famille des Varanidae en Australie, où ceux-ci sont plus souvent appelés goannas. Le plus grand des varans australiens est le varan Perenti, qui peut mesurer jusqu'à deux mètres. Enfin, on trouve 389 espèces de Scincidae, réparties en 38 genres. Elles constituent environ 50 % de la population totale de lézards en Australie. C'est dans ce groupe que l'on trouve les tiliquas.

## Amphibiens

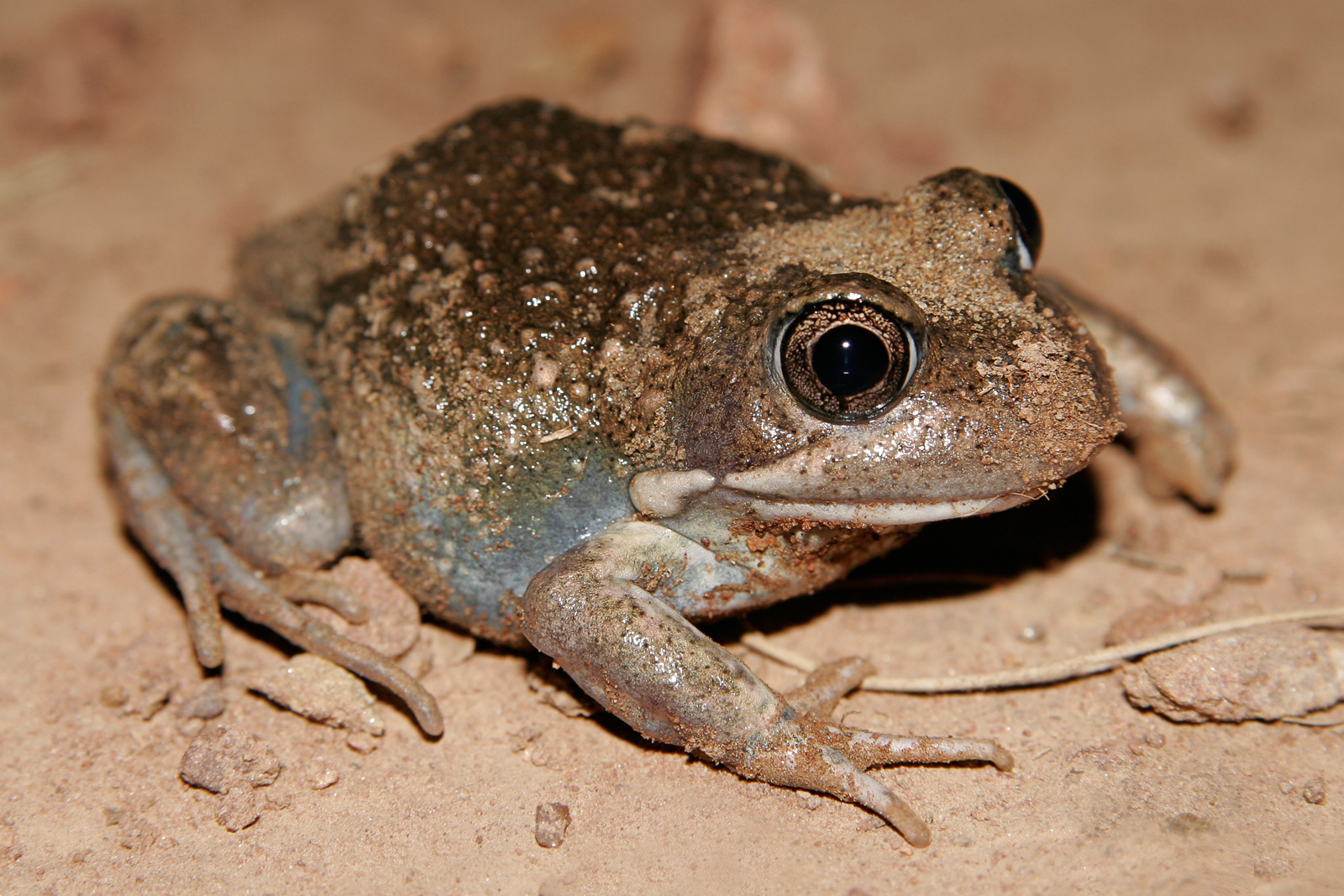
Limnodynastes dumerilii est une espèce commune de grenouille vivant dans l'Est de l'Australie.

L'Australie compte quatre familles endémiques de batraciens et une espèce importée devenue invasive, le crapaud buffle. Les Myobatrachidae, ou grenouilles du sud, constituent la famille de grenouilles la plus présente en Australie, avec 120 espèces réparties en 21 genres. Les Pseudophrynes forment un des membres notables de ce groupe. Ces espèces colorées sont actuellement menacées. Les grenouilles arboricoles, de la famille des Hylidae, sont nombreuses dans les zones humides des côtes Nord et Est. L'Australie en compte 77 espèces, réparties en trois genres. Les 18 espèces de Microhylidae, réparties en deux genres, sont présentes uniquement dans les forêts tropicales humides. Le Cophixalus exiguus, espèce la plus petite, en fait partie. Il n'existe en Australie qu'une seule espèce de la famille des Ranidae, groupe des batraciens le plus répandu dans le monde. Il s'agit de la Rana daemeli qui vit exclusivement dans les forêts tropicales du Queensland. Comme dans d'autres endroits, un déclin rapide des populations de grenouilles d'Australie a lieu ces dernières années. Bien qu'on n'en connaisse pas toutes les causes, il peut être attribué, outre l'homme, à la chytridiomycose, une maladie fongique fatale pour les amphibiens.

## Poissons
Plus de 4 400 espèces de poissons, dont 90 % sont endémiques, vivent dans les eaux australiennes. Cependant, étant donné la rareté de ses points d'eau douce, l'Australie ne compte que 170 espèces de poissons d'eau douce.

### Poissons d'eau douce

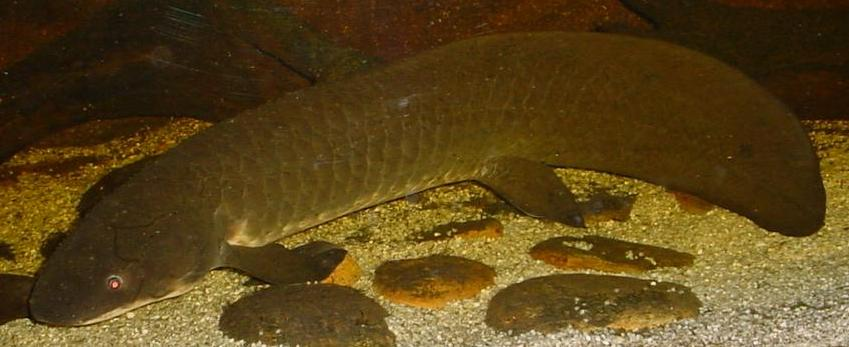
Dipneuste Australien.

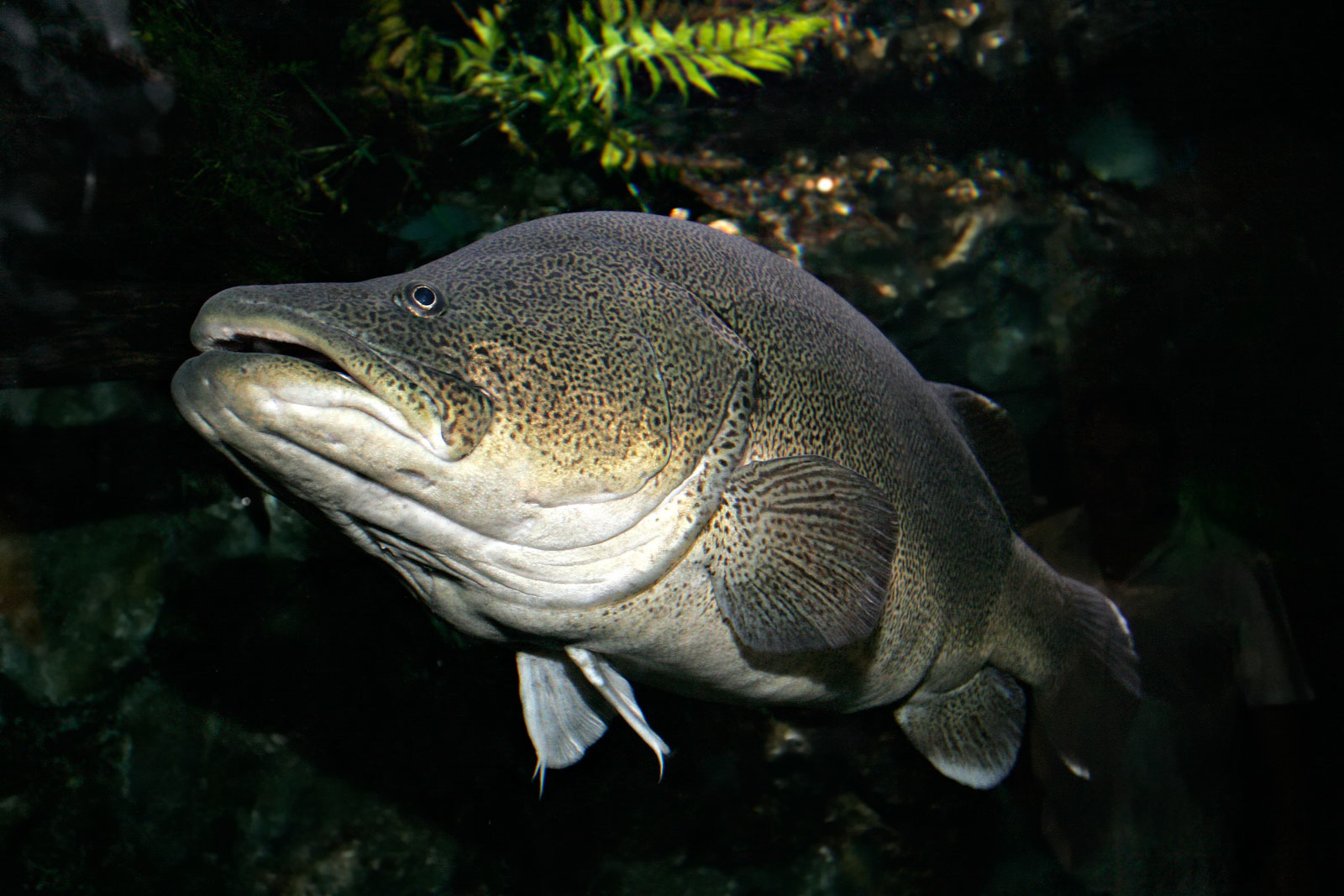
La morue de Murray est l'un des plus gros poissons d'eau douce d'Australie.

#### Poissons indigènes
Deux familles de poissons d'eau douce ont des origines anciennes : celle des Osteoglossidae et celle des Neoceratodontidae. Les dipneustes d'Australie, uniques dans leur famille, sont les dipneustes les plus primitifs. Leur évolution a débuté avant que l'Australie ne se sépare du Gondwana. Le Lepidogalaxias salamandroides est l'un des plus petits poissons d'eau douce d'Australie. On le trouve principalement dans le Sud-Ouest du pays. Il est capable de survivre à la dessiccation durant la saison sèche en s'enfouissant dans la boue. Parmi les autres familles ayant de probables origines gondwaniennes, on peut également citer les Retropinnidae, les Galaxiidae, les Aplochitonidae et les Percichthyidae. Hormis les espèces d'eau douce anciennes, 70 % des poissons d'eau douce d'Australie présentent des similitudes avec des espèces marines tropicales des océans Pacifique et Indien qui se seraient adaptées aux eaux douces. Toutefois, les fossiles découverts amènent à penser que nombre de ces espèces d'eau douce peuvent avoir également des origines anciennes. Ces espèces incluent les Petromyzontidae d'eau douce, les clupéidés, les Plotosidae, les Melanotaeniidae et quelque cinquante espèces de Gobioidei dont l’Oxyeleotris lineolata. Parmi les poissons d'eau douce locaux prisés par les pêcheurs, on peut citer le barramundi, la morue de Murray et la Macquaria ambigua. Enfin, deux espèces menacées de requins d'eau douce (genre Glyphis) sont présentes dans le Territoire du Nord.

#### Poissons «importés»
Certaines espèces de poissons d'eau douce exotiques y ont été introduites. C'est le cas, entre autres, de la truite fario, du saumon de fontaine, de la truite arc-en-ciel, du saumon atlantique, de l’Oncorhynchus tshawytscha — appelé saumon chinook en anglais — de la perche commune, de la carpe et de la gambusie. La gambusie est une espèce connue pour son agressivité : elle harcèle d'autres poissons en mordant leurs nageoires. Elle est supposée liée au déclin et à l'extinction localisée de plusieurs espèces autochtones de petits poissons. L'introduction de diverses espèces de truites a eu un impact très négatif sur de nombreuses espèces locales de poissons vivant en amont des cours d'eau, comme le Maccullochella macquariensis, la perche Macquarie, les espèces de Galaxiidae ou d'autres espèces comme la grenouille arboricole (Litoria spenceri). La carpe est responsable en grande partie de l'appauvrissement de la flore aquatique, du déclin de certaines espèces locales de petits poissons et d'un niveau de turbidité constamment élevé dans les eaux de la région située entre le fleuve Murray et son affluent la rivière Darling dans le Sud-Est de l'Australie.

### Poissons de mer

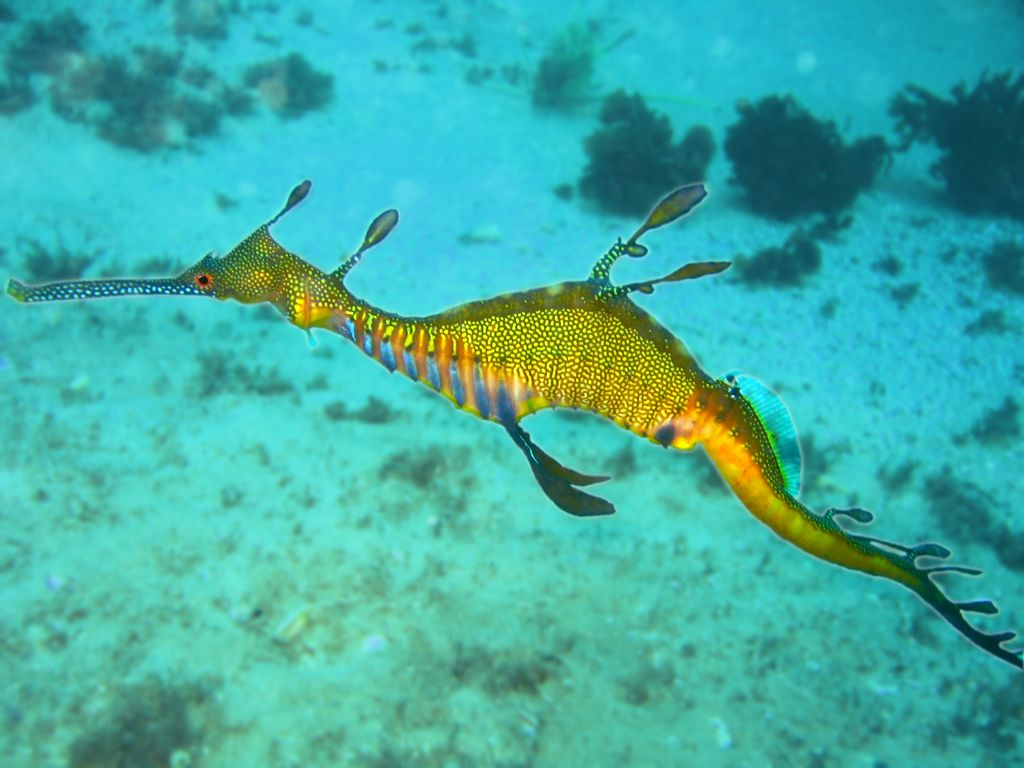
Le Phyllopteryx, de la famille des Syngnathidae (Syngnathus et hippocampes), vit dans les eaux du sud de l'Australie.

La plupart des espèces de poissons d'Australie sont des espèces marines. Les Muraenidae présentent une caractéristique intéressante, de même que les Holocentridae, les Syngnathus et les hippocampes. En effet, les mâles couvent les œufs de leur partenaire dans une poche spécialisée. Il existe 80 espèces de mérous vivant dans les eaux australiennes, dont l'un des plus gros Osteichthyes : l’Epinephelus lanceolatus ou mérou géant, qui peut mesurer jusqu'à 2,7 mètres et peser jusqu'à 400 kilogrammes. La famille des Carangidae, qui regroupe cinquante espèces de poissons argentés se rassemblant en bancs, et les Lutjanidae font l'objet d'une importante pêche commerciale. La Grande barrière de corail abrite une faune très variée de poissons, petits et moyens, dont les poissons demoiselles, des poissons-papillons, des Pomacanthidae, des gobies, des Apogonidae, des Labridae, des Balistidae et des poissons chirurgiens. Il existe également un certain nombre de poissons venimeux, dont le poisson-pierre, la rascasse volante et plusieurs espèces de la famille des Tetraodontidae. Tous contiennent des toxines pouvant tuer un être humain. Il y a onze espèces venimeuses de Dasyatidae, dont la plus grosse est la Dasyatis brevicaudata. Les barracudas sont une des plus grosses espèces de la Grande barrière de corail. Toutefois, il ne faut jamais manger de gros poissons provenant de la barrière de corail car on courrait alors le risque d'un empoisonnement à la ciguatera.

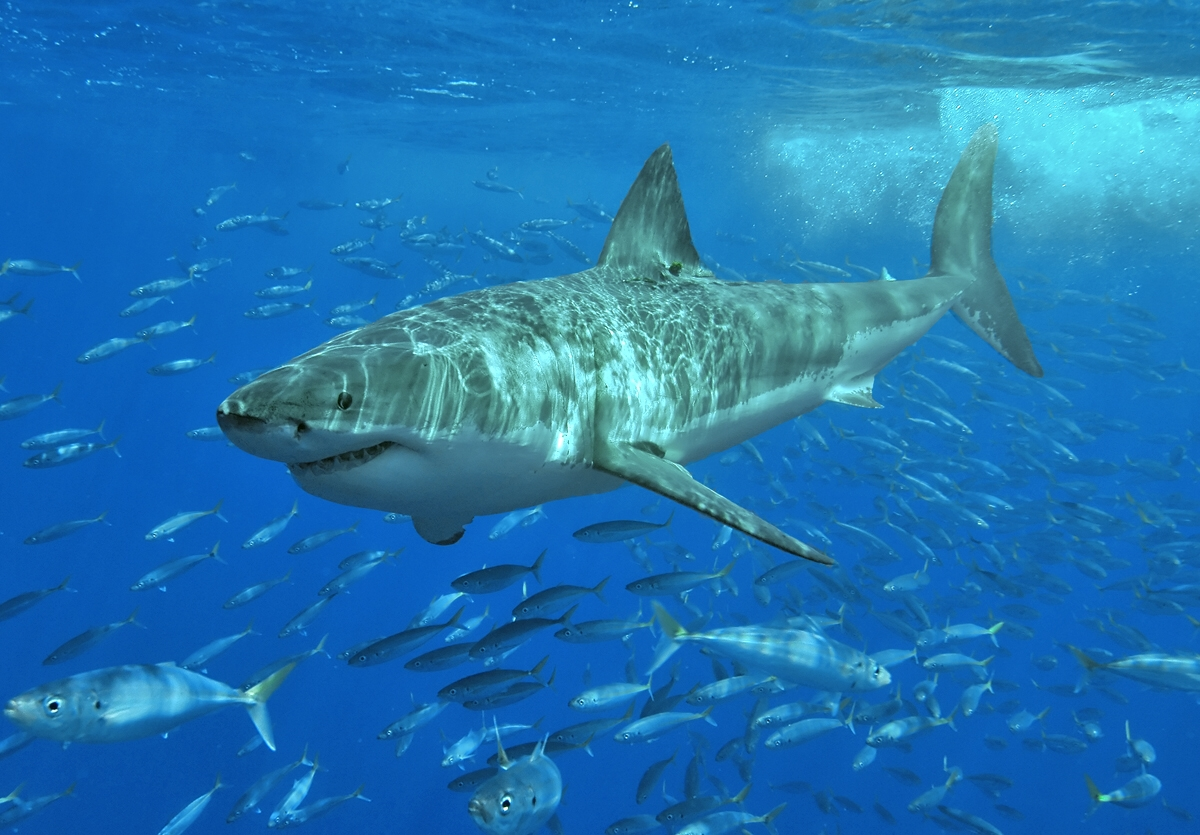
Un Grand requin blanc.

Les requins occupent tout le littoral australien ainsi que les zones estuariennes. On en compte 166 espèces, dont trente espèces de la famille des Carcharhinidae, 32 de la famille des Scyliorhinidae, six espèces de la famille des Orectolobidae et quarante espèces de Squalidae. Il y a trois espèces de la famille des Heterodontidae (que les australiens appellent « requins à tête de taureau ») : le requin dormeur taureau (Heterodontus portusjacksoni ou « requin de Port Jackson »), le requin dormeur zèbre et le requin dormeur à crête. On a recensé en 2006 sept attaques de requins non provoquées en Australie dont une fut mortelle. Seules trois espèces de requin représentent une véritable menace pour les humains: le requin bouledogue, le requin tigre et le grand requin blanc. Certaines plages très fréquentées du Queensland et de Nouvelle-Galles du Sud sont protégées par des filets à requins. Ce procédé a permis de réduire la population d'espèces dangereuses mais aussi d'espèces inoffensives de requins, les requins étant pris dans les filets. La surpêche est à l'origine d'un déclin inquiétant de la population de requins dans les eaux australiennes à tel point que certaines espèces sont à présent menacées. En 1988, un requin grande gueule a été retrouvé sur une plage de Perth. Cette espèce est peu connue mais la découverte d'un spécimen amène à penser qu'elle est présente au large des côtes australiennes.

## Invertébrés
Parmi les 200 000 espèces animales estimées présentes en Australie, 96 % sont des invertébrés. Même si la diversité des invertébrés n'est pas connue dans son ensemble, 90 % des insectes et des mollusques sont considérés comme étant endémiques. Les invertébrés occupent de nombreuses niches écologiques et jouent un rôle important dans chaque écosystème pour la décomposition, la pollinisation ou en tant que source de nourriture. Le plus grand groupe d'invertébrés est formé par les insectes. Ils constituent 75 % des espèces animales connues en Australie.
Un tiers des espèces d'insectes recensées en Australie est en risque d’extinction.

### Invertébrés terrestres

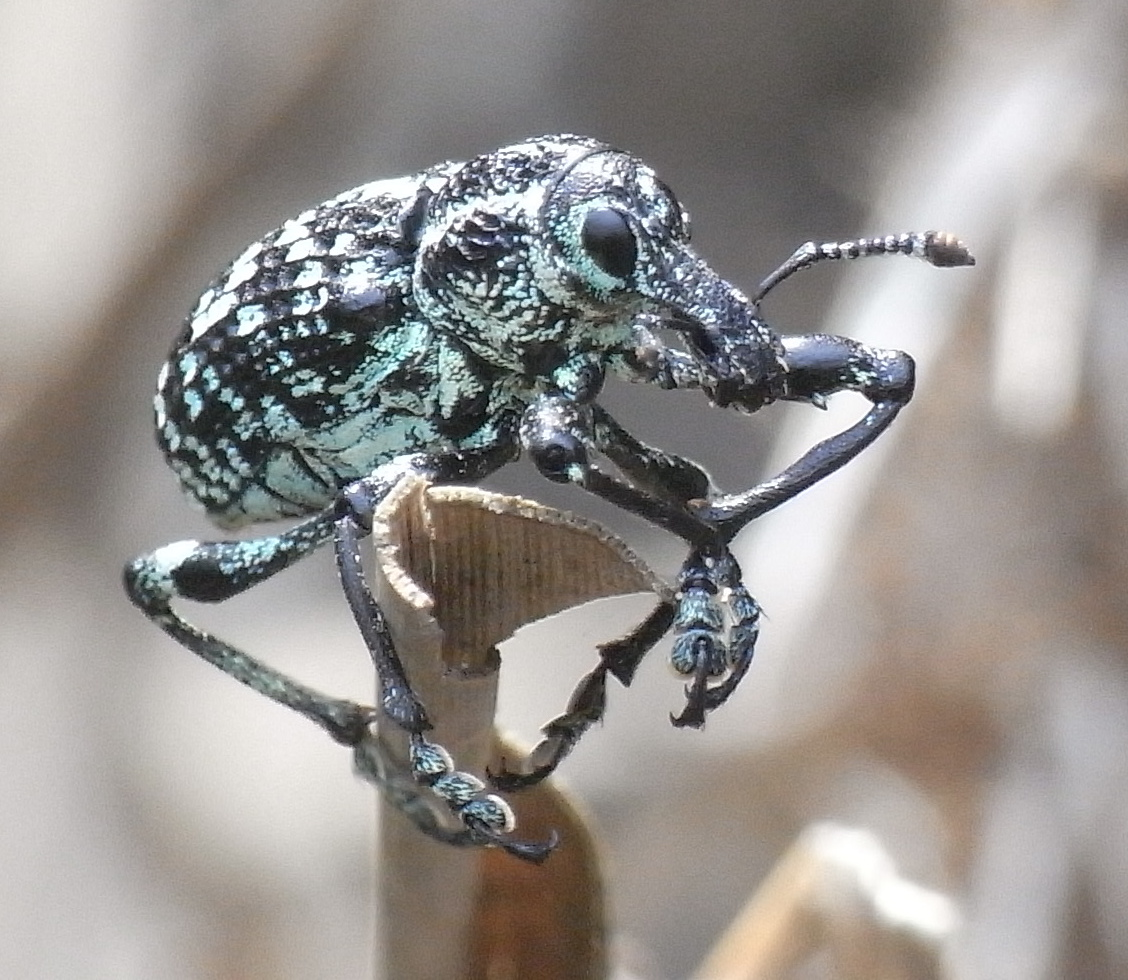
Chrysolopus spectabilis, le premier insecte australien à avoir été décrit scientifiquement.

Les ordres d'insectes les plus divers sont les coléoptères avec 28 000 espèces de Scarabaeoidea et de Curculionoidea, les Lepidoptera, avec 20 816 espèces incluant papillons et mites et les hyménoptères avec 12 781 espèces comprenant fourmis (1 275 espèces et sous-espèces décrites en Australie), abeilles et guêpes. L'ordre des diptères, qui comprend les mouches et les moustiques, compte 7 786 espèces. L'ordre des hémiptères, qui comprend les Aphidoidea et les Cicadellidae, comprend 5 600 espèces. Il y a également 2 827 espèces dans l'ordre des Orthoptera, qui comprend les sauterelles, les grillons et les Tettigoniidae. L'Australie compte également des espèces introduites qui sont une véritable menace pour les espèces locales. Parmi celles-ci, on peut citer : la Vespula, la fourmi de feu rouge, l'Anoplolepis gracilipes ou fourmi folle et l'abeille à miel qui fait concurrence aux abeilles locales.

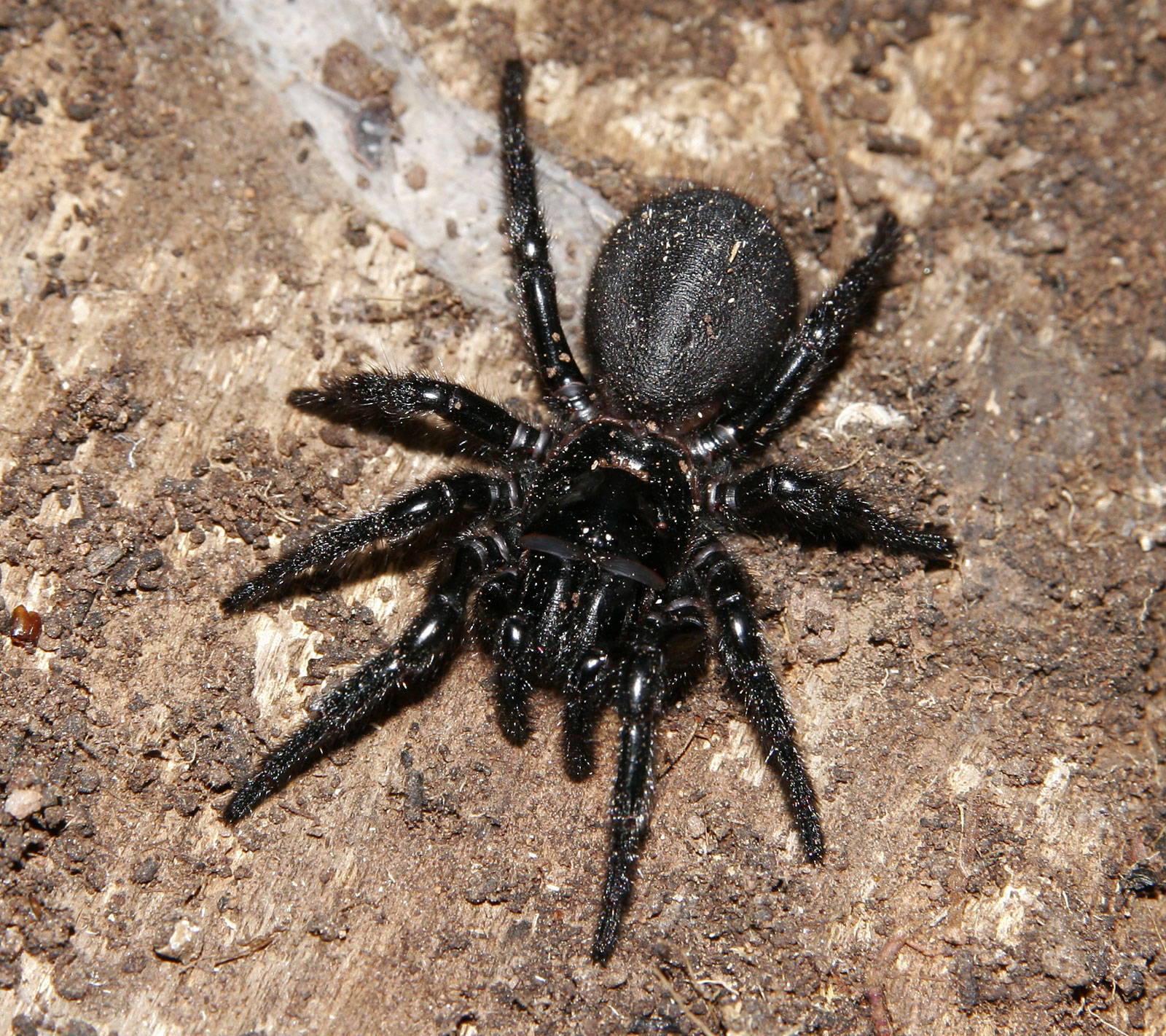
Atrax robustus, de la famille des Hexathelidae.

L'Australie abrite une grande variété d'arachnides, incluant 135 espèces d'araignées suffisamment connues pour bénéficier d'un nom commun. Nombre d'espèces sont très venimeuses comme celles de la famille des Hexathelidae et la veuve noire à dos rouge dont les morsures peuvent être fatales. Il existe des milliers d'espèces d'acariens dont des tiques. L'Australie compte également huit espèces de pseudoscorpions et neuf espèces de scorpions.
La sous-classe des Oligochaeta compte de nombreuses familles de vers aquatiques mais seulement deux familles de vers terrestres locaux : les Enchytraeidae et les Megascolecidae. Cette dernière comprend le ver le plus gros du monde, le ver géant de Gippsland qu'on ne trouve que dans le Gippsland, dans l'État de Victoria. Mesurant 80 centimètres de long en moyenne, certains spécimens peuvent atteindre jusqu'à 3,7 mètres.
Traditionnellement, les aborigènes australiens ont recours à l'entomophagie.

### Invertébrés d'eau douce

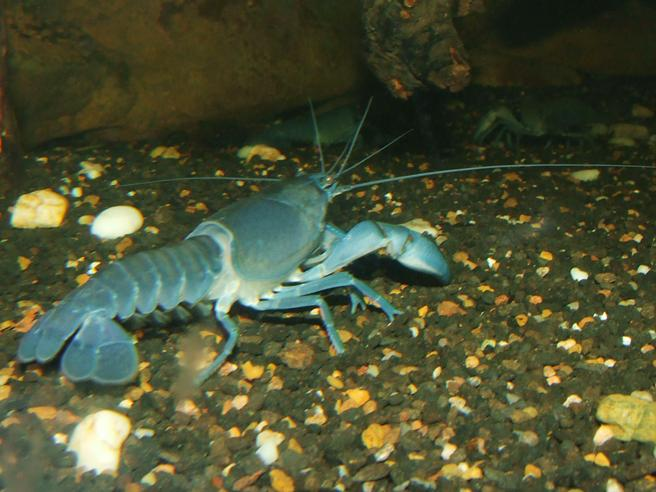
Le Cherax destructor est un crustacé d'eau douce australien.

La grande famille des Parastacidae comprend 124 espèces d'écrevisses d'eau douce dont la plus petite écrevisse du monde – la Tenuibranchiurus glypticus qui mesure moins de trente millimètres de long – et la plus grande écrevisse du monde – l’Astacopsis gouldi qui vit en Tasmanie et peut mesurer jusqu'à 76 centimètres pour un poids de 4,5 kilogrammes. Parmi celle-ci, le genre Cherax comprend le Cherax destructor ainsi qu'une espèce d'élevage : Cherax quadricarinatus. Le genre Engaeus, plus connu sous le nom d'écrevisse de terre, compte également plusieurs espèces vivant en Australie. Les espèces appartenant à ce genre ne sont pas totalement aquatiques. Elles passent en effet la plus grande partie de leur vie dans des terriers. L'Australie compte également sept espèces de crabes d'eau douce appartenant au genre Austrothelphusa. Ces derniers vivent à proximité de cours d'eau dans des terriers qu'ils peuvent boucher en cas de sècheresse et où ils peuvent survivre plusieurs années. Les Anaspididae sont une famille primitive de crustacés qu'on ne trouve qu'en Tasmanie. Ils forment un groupe unique et présentent des ressemblances avec des fossiles vieux de 200 Ma.

### Invertébrés marins

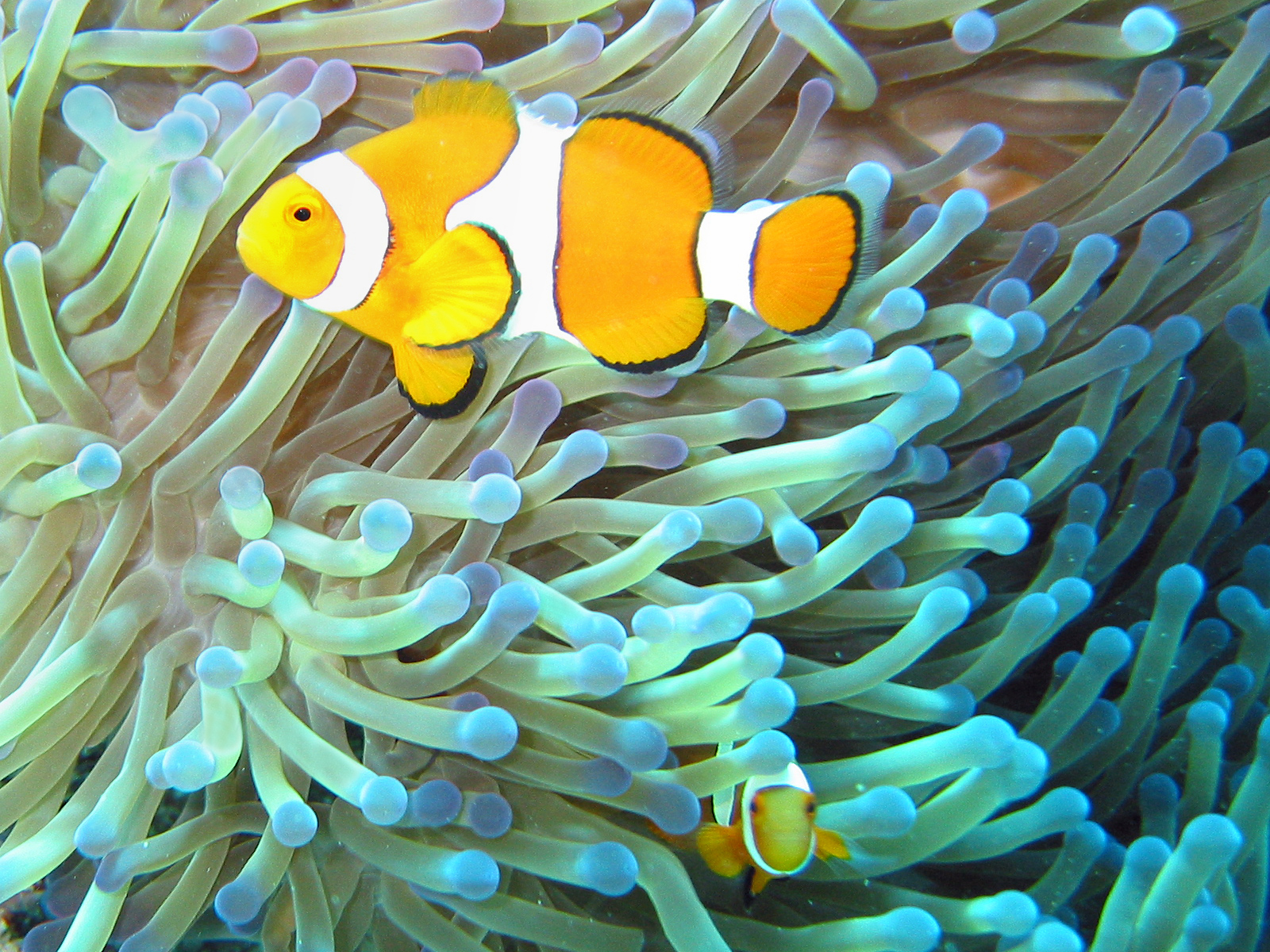
Un Poisson clown devant une Heteractis magnifica sur la Grande barrière de corail.

Les eaux australiennes abritent une immense variété d'invertébrés marins, la Grande barrière de corail constituant une source importante de diversité. Parmi les différentes familles, on peut citer celle des éponges, celle des cnidaires (qui comprend les scyphozoaires, coraux, anémones de mer et cténophores), celle des échinodermes (qui comprend les oursins, étoiles de mer, ophiures, concombres de mer et brachiopodes) et l'embranchement des mollusques (qui comprend les escargots, limaces, berniques, calamars, pieuvres, Cardiidae, huîtres, palourdes et chitons). L'Australie compte également des invertébrés venimeux comme le cuboméduse, la Hapalochlaena ou pieuvre à anneaux bleus, ainsi que dix espèces de la famille des Conidae dont le venin peut provoquer chez l'Homme une insuffisance respiratoire fatale. Les populations d'étoiles de mer Acanthaster planci, qui vivent à proximité des barrières de corail, sont généralement peu denses. Cependant, pour des raisons encore méconnues, il arrive qu'elles se reproduisent à tel point que leur densité de population devient excessive. Les coraux sont alors dévorés à un rythme trop élevé pour qu'ils puissent se régénérer, ce qui pose un véritable problème pour la gestion de la barrière de corail. Il existe d'autres invertébrés marins qui posent problème : ainsi, le Centrostephanus rodgersii et le Heliocidaris erythrogramma ont largement élargi leur habitat naturel et formé des zones envahies d'oursins et vides d'autres espèces en raison de la surpêche de leurs prédateurs naturels comme les Haliotis et les Jasus edwardsii ou langoustes de Nouvelle-Zélande. Les espèces d'invertébrés nuisibles introduites comprennent la Musculista senhousia ou moule asiatique, la Perna canaliculus, aussi connue sous le nom de moule de Nouvelle-Zélande, la Mytilopsis sallei, aussi appelée moule à bandes noires, et l'Asterias amurensis ou étoile de mer du Pacifique Nord, lesquelles ont entraîné un déplacement des mollusques locaux.
Les eaux australiennes abritent de nombreuses espèces endémiques de crustacés marins. La classe la plus connue est certainement celle des Malacostraca, à laquelle appartiennent toutes les espèces comestibles de crustacés. Les mers chaudes se situant au Nord de l'Australie constituent l'habitat de nombreuses espèces de crustacés décapodes dont font partie les crabes, les anomuras, les néphropidés, les Thalassinidea et les Dendrobranchiata. Le super-ordre des Peracarida, qui comprend les amphipodes et les isopodes, compte davantage d'espèces dans les eaux plus froides du Sud de l'Australie. Les classes Remipedia, Cephalocarida, Branchiopoda, Maxillopoda et Ostracoda forment également une faune marine moins connue. On peut citer des espèces notables comme le Pseudocarcinus gigas. Également appelé crabe géant de Tasmanie, c'est le deuxième plus gros crabe du monde ; il pèse jusqu'à treize kilogrammes et on le trouve en eau profonde. Enfin, les langoustes australiennes, comme le Panulirus cygnus, se démarquent d'autres espèces de la famille des néphropidés du fait qu'elles ne possèdent pas de pinces.

## Impact humain et conservation

### Impact humain

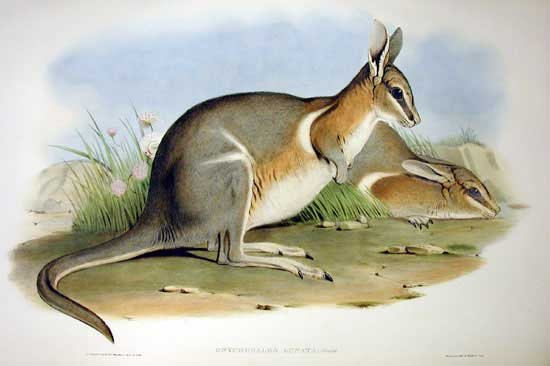
Wallaby à queue cornée ou waurong (Onychogalea lunata) est une espèce marsupial disparue dans les années 1950 mais reconnue disparue uniquement en 1982.

Pendant au moins 40 000 ans, la faune australienne a eu une large influence sur le style de vie des aborigènes d'Australie qui trouvaient dans de nombreuses espèces une source de nourriture et de vêtements. Ce fut le cas de nombreux vertébrés, comme les macropodes, les possums, les phoques, les poissons ou le puffin à bec grêle. Parmi les invertébrés appréciés comme source de nourriture, on peut également citer les chenilles d'un papillon nocturne, le bogong (Agrotis infusa), la fourmi à miel et les mollusques. Le fire-stick farming (brûlis), souvent employé par les aborigènes, a beaucoup modifié la faune et la flore. Ce terme australien désigne une pratique qui consistait à brûler de vastes étendues de terrains pour faciliter la chasse et favoriser la pousse de nouvelles espèces de plantes. Il serait responsable de la disparition, vers la fin du pléistocène, de grands herbivores regroupés sous l'appellation de mégafaune australienne, au régime alimentaire spécialisé, tels que les oiseaux incapables de voler du genre Genyornis. L'aridité accrue, survenue au cours de la période de glaciation qui a eu lieu il y a 18 000 ans, aurait également eu un impact sur l'extinction de la mégafaune. Cependant, cet argument s'oppose au fait que ces espèces avaient survécu durant deux millions d'années à plusieurs périodes glaciaires arides avant de s'éteindre brusquement. Aussi, les rôles respectifs joués par la chasse et la modification du paysage telles que pratiquées par les aborigènes d'Australie d'une part et par la période de glaciation d'autre part font aujourd'hui l'objet de débats. À l'heure actuelle, le gouvernement australien, qui avait pendant longtemps interdit la pratique du brûlis, revient en arrière et encourage à nouveau cette méthode dans certaines régions.
Il est admis que ce sont les colons européens qui ont eu le plus d'impact, et de loin, sur les espèces natives d'Australie. Depuis leur arrivée, l'exploitation directe de la faune locale, la destruction des habitats naturels, l'introduction de prédateurs exotiques ainsi que d'herbivores – entrant en compétition avec les espèces australiennes – ont provoqué l'extinction d'une trentaine d'espèces de mammifères, 23 espèces d'oiseaux et plusieurs espèces de grenouilles. La croissance de l'urbanisation, surtout dans les zones fragiles comme les écozones de type méditerranéen, a un impact direct sur la biodiversité. On observe une augmentation de la salinité des sols sur de grandes surfaces (surtout dans le Sud-Ouest) à cause du captage des eaux souterraines. Parce que cela modifie la flore et donc que cela a un effet sur le bétail, les autorités australiennes ont cherché à en limiter les dégâts. Cette salinité a également un effet sur la faune sauvage terrestre ou aquatique et ce problème est aujourd'hui devenu un enjeu environnemental important.

### Espèces invasives

Extension de la zone du crapaud buffle de 1939 à 1980.

Les espèces invasives sont une menace pour la biodiversité de l'Australie. Leur contrôle ou leur destruction grève lourdement l'agriculture australienne. La gestion et le contrôle d'introduction des plantes envahissantes ont coûté 3,5 milliards de dollars australiens. Certaines maladies liées à des moisissures ou des parasites importés accidentellement affectent beaucoup de plantes et d'animaux autochtones.
L'Australie compte 56 espèces de vertébrés « envahissants ». La plupart d'entre eux sont des animaux domestiques retournés à l'état sauvage car devenus inutiles. C'est le cas par exemple des dromadaires, devenus sans utilité avec l'apparition du rail dans les années 1920 et qui ont été remis en liberté. D'autres ont été introduits comme prédateurs d'espèces autochtones considérées comme nuisibles. Par exemple, en 1935, le crapaud buffle fut introduit en vue de réduire la population d'insectes s'attaquant aux cultures de canne à sucre. Les pigeons bisets, les étourneaux sansonnets ou les martins tristes ont été introduits pour lutter contre les criquets. Enfin des animaux ont été introduits pour la chasse récréative comme le renard roux en 1855, le lapin et le lièvre du Cap.
Ces animaux causent des dégâts principalement en détruisant certaines espèces végétales autochtones, en entrant en concurrence avec des espèces autochtones ou en étant des prédateurs trop efficaces comme le renard roux ou le chat haret. Le crapaud buffle est aujourd'hui considéré comme nuisible ; en effet, en se répandant partout en Australie, il fait concurrence dans sa recherche de nourriture à des insectivores endémiques. De plus, le venin qu'il produit est toxique pour la faune locale et pour les humains.
Les plus gros animaux et les lapins causent des problèmes d'érosion et d'épuisement des sols. L'explosion démographique de certaines espèces, sans réels prédateurs, cause aussi des problèmes d'épuisement des ressources végétales. On peut citer les dromadaires qui sont plus de 500 000, les chevaux sauvages, appelés brumbies, les cervidés, les ânes communs sauvages, les ânes sauvages d'Afrique. Par exemple, les chèvres sauvages épuisent la flore des zones sèches et entrent en concurrence avec les Petrogale xanthopus et ainsi les exposent aux prédateurs comme le renard et l'aigle australien. Par contre, s'ils dégradent les sols, les cochons sauvages sont surtout capturés car ils détruisent les cultures agricoles.
Plusieurs espèces de poissons dont les tilapias et les carpes ont bouleversé les écosystèmes des eaux douces australiennes. De très nombreuses espèces autochtones ont disparu. Les espèces marines locales souffrent de l'intrusion d'espèces qui voyagent sur les coques des bateaux. L'invasion des Asterias amurensis touche plus particulièrement la Tasmanie. De nombreux insectes comme certaines fourmis Solenopsis invicta et Anoplolepis gracilipes, l'abeille à miel ou la guêpe germanique posent problème. Certaines espèces ont été introduites récemment, comme la guêpe Erynniopsis antennata en 2001 pour parasiter le coléoptère invasif Pyrrhalta luteola qui attaque les ormes locaux. Ce coléoptère a été découvert en 1989 dans l'État de Victoria.

### Politique de gestion animale
La politique de gestion animale s'articule sur plusieurs axes, la destruction des espèces nuisibles ou invasives, l'introduction de nouvelles espèces, souvent à cause du problème précédent et dans le but de tenter de limiter la dégradation de l'environnement, nuisible aux espèces locales.

#### Destruction d'espèces nuisibles

##### Abattage

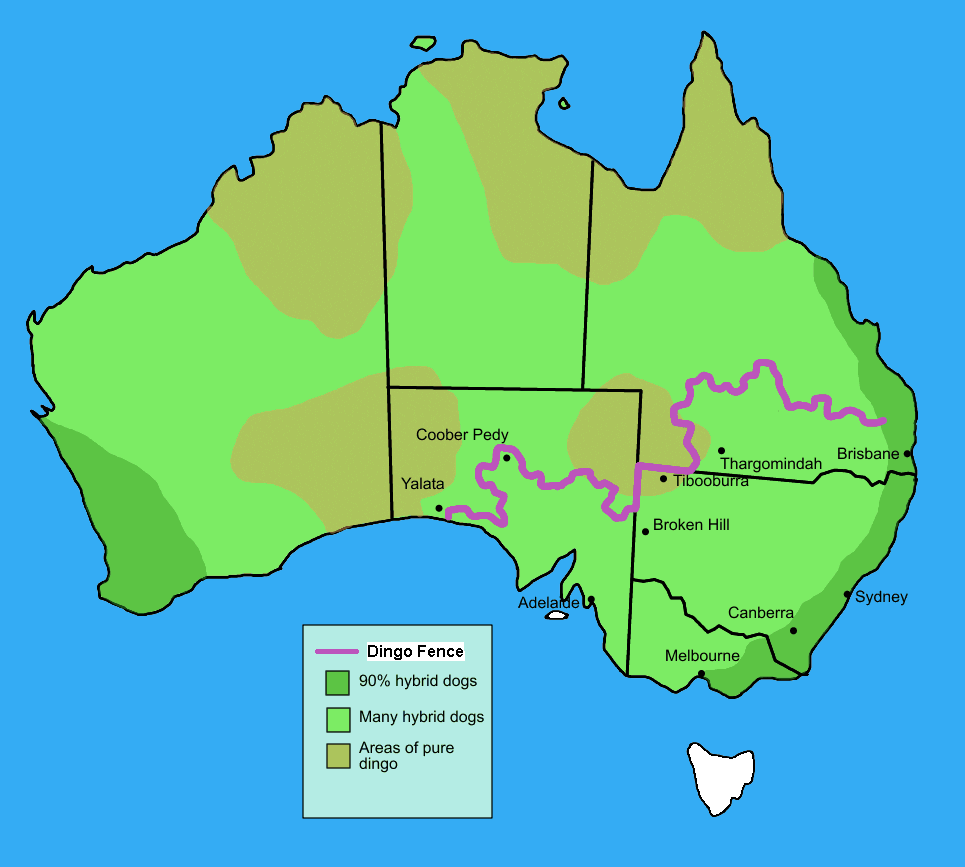
Carte de répartition du dingo, de ses hybrides et du tracé de la barrière censée les arrêter.

Avant de prendre conscience des dangers sur l'environnement liés à la disparition des espèces autochtones, les autorités australiennes finançaient des primes à l'abattage pour toutes les espèces dites nuisibles, en fait celles qui gênaient les exploitants agricoles. Ainsi, le loup de Tasmanie a disparu tandis que les populations de diable de Tasmanie, de chat marsupial à queue tachetée, d'aigle australien ont fortement décru.
Les autorités ont cependant pris conscience très tôt des dégâts que pouvaient causer les espèces introduites car, à partir de 1893 de manière intermittente puis de manière systématique depuis 2003, elles versent des primes pour l'abattage des renards roux. Ceci seulement trente ans après leur introduction. Le gouvernement du Queensland verse des primes pour la régulation du chat haret. Par contre, il y a régulièrement des controverses au sujet de versement de primes pour l'abattage des dingos. En effet, le dingo en détruisant le chat sauvage et le renard roux aurait un effet bénéfique sur les espèces indigènes.
Les populations de cervidés, de bovidés et de chameaux sont contrôlées par la chasse. Les animaux sont souvent tirés d'hélicoptère. Si l'éradication d'espèces comme le buffle semble possible au premier abord, elle n'est pas appliquée pour deux raisons : d'une part il n'est pas forcément simple de trouver tous les animaux, d'autre part les aborigènes sont devenus dépendants de leur présence (il y eut toutefois une campagne d'abattage des buffles dans les années 1980).
Les kangourous sont souvent perçus comme des animaux nuisibles et massivement abattus, avec le soutien des autorités. Chaque année 3 millions de kangourous sont tués pour un usage commercial, ainsi que 1,1 million de jeunes tués ou laissés à la mort en conséquence de la perte de leur mère.

##### Empoisonnement
La population de renard est efficacement et sévèrement contrôlée grâce au fluoroacétate de sodium mais ce poison tue également certaines espèces locales comme le diable de Tasmanie. Dans le Sud-Ouest australien, ce poison est beaucoup plus adapté car les espèces locales sont immunisées grâce à la synthèse du poison par une plante autochtone.

##### Destruction virologique
En 1950, la myxomatose, une maladie virale, a été volontairement introduite pour contrôler la population de lapins. Leur population est passée de 600 millions à 100 millions en quelques années. En 1991, après adaptation génétique et résistance au virus, leur population est estimée à 200 à 300 millions d'individus. En 1996, un nouveau virus a été introduit.

##### Piégeage
Un programme de contrôle du crapaud buffle tente de prévenir l'extension de l'espèce vers Darwin et l'Ouest australien. La technique choisie est le piégeage.
En 2014, le gouvernement d'Australie-Occidentale lance un « plan requins » visant à tuer tout requin de plus de 3 mètres nageant à moins d'un kilomètre des côtes.

##### En attente
La population australienne a été sensibilisée aux problèmes causés par les pigeons, cependant aucun programme de limitation pour le pigeon mais aussi pour l'étourneau ou le martin n'a été mis en place.

#### Exemple de lutte
Pour les criquets pèlerins, espèce originaire d'Inde, très ravageurs, de nombreuses techniques ont été essayées comme l'introduction de prédateurs (crapaud buffle), l'empoisonnement par les pesticides, l'introduction de spores de champignons parasites (Metarhizium anisopliae var acridum). Elles sont restées sans succès réel et ont entrainé, au bout du compte, des dommages sur de nombreuses autres espèces quels que soient les moyens utilisés. Une nouvelle technique qui consiste en la libération d'hormones de croissance perturbatrices est le dernier moyen utilisé en date.

#### Introduction et protection d'espèces

##### Introduction volontaire de nouvelles espèces
Du fait de la lenteur du recyclage des bouses de bovinés, liée à l'absence d'insectes coprophages spécialisés, les autorités australiennes ont décidé d'introduire des espèces étrangères. En effet, il n'existait pas sur place d'insectes, notamment des coléoptères de la famille des Scarabaeidae, adaptés à ce type d'excréments. Les espèces locales étaient adaptées au recyclage d'excréments secs de petite taille comme ceux des marsupiaux. Elles ne l'étaient pas pour des grandes quantités d'excréments humides comme les bouses de bovidés. Or l'absence de recyclage efficace provoquait une dégradation des sols, une croissance d'espèces herbacées indésirables et le pullulement de deux espèces de mouches (Haematobia irritans et surtout de Musca vetustissima, deux espèces nuisibles pour les troupeaux).
Les premières expériences datent de 1908. En 1968 et 1982, le CSIRO étudie le potentiel d'adaptation de 45 espèces d'insectes venant d'Afrique, d'Europe et d'Asie. Plusieurs espèces se sont acclimatées (Onthophagus binodis, O. taurus, O. gazella, Euoniticellus pallipes et Euoniticellus fulvus dans le sud-ouest et Onitis alexis dans la région du nord de Perth). Pour en accroitre l'efficacité, ces bousiers sont élevés puis relâchés. L'introduction d'autres espèces est testée ; elle dépend de leur capacité à s'adapter et à leur non dangerosité vis-à-vis de l'environnement. Outre l'amélioration considérable du recyclage des bouses, le nombre de diptères nuisibles a décru. Des entomologistes, comme Ian Murray Mackerras, ont complété la lutte contre ces insectes par l'introduction d'hyménoptères parasitoïdes pour éradiquer ces mouches uxorilocales. 

##### Protection des espèces locales
Pour résoudre les problèmes liés à la surpêche, l'État a instauré des quotas.
La législation australienne prévoit la protection de la plupart des espèces locales. Elle crée de nombreux parcs nationaux. Elle limite les prélèvements autorisés (puffin à bec grêle). Elle interdit la destruction d'espèces a priori nuisibles ou dangereuses (crocodiles, serpents, etc). Toutefois, les kangourous, qui pullulent en Australie, y font exception.

### Associations
Il existe de très nombreuses associations de protection de la faune sauvage comme la Royal Australasian Ornithologists Union pour les oiseaux, la Australian Koala Foundation, la Australian Marine Conservation Society, Field Naturalists Club of Victoria, la Wildlife Preservation Society of Queensland et la The Wilderness Society.

### Législation
La législation australienne prévoit la protection de la plupart des espèces. La loi fédérale Environment Protection and Biodiversity Conservation Act a été votée en 1999 pour permettre à l'Australie de remplir ses engagements en tant que signataire de la Convention sur la diversité biologique de 1992. Cette loi protège la totalité de la faune native et prévoit l'identification et la protection des espèces menacées. Chaque État et chaque Territoire dispose d'une liste réglementaire de ses espèces menacées. Actuellement, 380 espèces animales sont classées comme étant en danger ou menacées selon les termes de l’EPBC Act, tandis que d'autres espèces sont protégées conformément à la législation locale. À plus large échelle, une opération consistant à cataloguer toutes les espèces vivant en Australie a été entreprise. Il s'agit là d'une étape clé pour la conservation de la faune et de la biodiversité australienne. En 1973, le gouvernement fédéral a lancé l'Australian Biological Resources Study (ABRS - étude des ressources biologiques australiennes). Ce projet a pour but de coordonner la recherche en matière de taxinomie, d'identification, de classification et de distribution de la flore et de la faune. L'ABRS alimente une base de données en ligne gratuite qui catalogue une grande partie de la faune et de la flore australienne décrite.
L'Australie est un pays membre de la Commission baleinière internationale et s'oppose fermement à la chasse à la baleine. Toutes les espèces de cétacés sont protégées dans ses eaux territoriales. L'Australie est également signataire de la CITES et interdit l'exportation d'espèces en danger. Des zones protégées ont été créées dans chaque État et Territoire afin de protéger et de préserver les écosystèmes uniques du pays. Ces zones protégées incluent les parcs nationaux, les réserves, ainsi que 64 zones humides enregistrées selon les termes de la Convention de Ramsar et seize sites inscrits au patrimoine mondial de l'UNESCO. En 2002, 10 % du territoire australien, soit 77 461 951 km2, étaient classés comme zone protégée. De nombreuses zones marines protégées ont été créées afin de sauvegarder la biodiversité marine. Ces zones couvraient en 2002 environ 7 %, soit 646 000 km2, des eaux territoriales australiennes. La Grande barrière de corail est gérée par la Great Barrier Reef Marine Park Authority, selon une législation fédérale et locale spécifique. Certaines pêcheries australiennes sont déjà surexploitées et des quotas ont dû être instaurés pour la pérennité de la pêche de certaines espèces.
Selon les conclusions du rapport sur l'état de l'environnement australien (The State of the Environment Report) de 2001, rédigé par des chercheurs indépendants à l'attention du gouvernement fédéral, la situation de l'environnement et de la gestion environnementale en Australie n'a fait qu'empirer depuis le précédent rapport de 1996. Le rapport indique que de nombreux processus, tels que la salinité, le changement des conditions hydrologiques, la déforestation, la fragmentation des écosystèmes, la mauvaise gestion de l'environnement côtier et les espèces envahissantes, constituent un problème majeur pour la biodiversité australienne.